# キン肉マン
『キン肉マン』（キンにくマン）は、ゆでたまごによる日本の漫画作品。およびそれを原作としたアニメ作品であり、作中に登場するヒーローの名前でもある。

## 作品解説
『週刊少年ジャンプ』（集英社）にて1979年22号から1987年21号まで連載された。その後、キン肉マンの第2世代を描いた『キン肉マンII世』の連載を経て、再び舞台を『キン肉マン』の時代に戻し、「キン肉星王位争奪編」のラストシーンの続きから始まる新シリーズが『週プレNEWS』（集英社）にて2011年11月より連載中となっている。2021年7月時点でシリーズ累計発行部数は7700万部を突破している。
日本に住む人間を超越した存在・超人のキン肉マンことキン肉スグルが、仲間の正義超人と共に、次々に立ちはだかる強敵とリング上で戦っていく、プロレス系格闘漫画。ゆでたまごのデビュー作であり、代表作でもある。
基本的に全ての戦いはプロレスを基礎としたリング上で行われる対等（1対1、タッグマッチなど）の戦いによって行われる。残虐超人・悪魔超人などと言われる超人たちであってもこの点は基本的に順守しており、リング外での奇襲や闇討ちなどはごくまれにしかない。
戦うことによって形成される友情の美しさを主眼においており、敵役として登場したキャラクター（ウォーズマン・バッファローマン・アシュラマン）たちが主人公たちとの戦いの末に仲間になるのが一つのパターンとなっている。また当初は「ダメ超人」と人々にバカにされながらも、地球の平和を守りたいと戦い続けた主人公の成長していく姿も描いている。
当初は変身ヒーローを題材としたギャグ漫画（『ウルトラマン』のパロディ）であったが、第28話にて始まった第20回超人オリンピック編から格闘路線にストーリーを変更して人気を博す。格闘ものに転向してからもしばらくはギャグ色の濃い内容だったが、中盤以降はシリアスな戦闘が中心となり、終盤になるとギャグ的要素はほとんど無くなっていった。
本作の特色として、伏線や物語の整合性などを考えず、その場の盛り上がりを重視した荒唐無稽な展開の数々が挙げられる。これは「細かい設定にこだわっていると、結果として内容がつまらなくなる」との作者の考えのためであり、より良い設定を思いつけば、あえて過去の設定は切り捨てるという。そのため、作中には多くの矛盾点があるものの、それが逆に今もなお愛される所以となっており、作者自身も「ツッコミ所が多いほうが読者が親近感を持ってくれる」と語っている。
1978年の第9回赤塚賞に準入選した『キン肉マン』（オカマラスの巻）が『週刊少年ジャンプ』1979年2号に掲載された際に低年齢層より大きな支持を受け、同年14号での読み切り（エラギネスの巻）を経て連載開始へとつながった。当時の『週刊少年ジャンプ』編集長である西村繁男によると、団塊ジュニア世代を低年齢から読者層に取り込み、長期安定読者を確保したいという狙いがあったという。また、ゆでたまごによると当時梶原一騎以外の漫画家が格闘技やプロレスの漫画を描くのは暗黙の掟としてNGとされていた、または描く場合に梶原に挨拶に行かなければならない噂があるということだったが、西村が梶原の弟である真樹日佐夫と昵懇の間柄で、梶原サイドへの筋を通したことで、ゆでたまごは特に挨拶もせずにプロレス漫画として『キン肉マン』を続けることができたという。
キン肉マンの本名「キン肉スグル」は当時読売ジャイアンツに所属していた野球選手である江川卓から名づけられた。兄のキン肉アタル（江川卓の実弟）、父親のキン肉真弓（真弓明信）、祖父のキン肉タツノリ（原辰徳）、祖父の弟のネメシスことキン肉サダハル（王貞治）も同様のルーツがある。

### 超人募集
作中に登場する超人・怪獣の大多数を読者から募集し、そこから誕生させている。その応募者数は開始から2か月で16万通を超え、そこから300以上の新キャラクターが誕生し、ロビンマスク、ラーメンマン、ウォーズマン、バッファローマンといった重要キャラクターも読者のアイディアを基に考案したもの。初めて掲載された時は、このキャラクターを考えた読者の氏名が発表された。このシステムは読者の側にも好評で、続編『キン肉マンII世』の読切を描いた後には、募集していないにもかかわらず、読者からの新超人投稿が続出したという。
連載初期にゆでたまごの2人は大量のファンレターの返事を一枚一枚書いていたが、それに代わるものとして読者が考えた超人や怪獣を応募してもらい作品に出すというアイデアを初代担当編集者である中野和雄から提案されたのが「超人募集」のきっかけとなっている。アイデアの大元は虫プロダクションによるアニメ『ワンサくん』の、番組の最後に放送される視聴者が考えた犬の絵をアニメーションで動かすコーナー。
読者からのハガキはゆでたまごの原作担当・嶋田隆司の下宿先に積まれていたが、あまりの重さに床が抜けるというアクシデントが起きたこともあった。『週刊少年ジャンプ』時代のハガキは多すぎるため編集部に戻されたが、『週刊プレイボーイ』の『キン肉マンII世』以降のものはゆでたまごの手元で保管されている。

## 作品展開
- 1983年に『キン肉マン』、1991年に『キン肉マン キン肉星王位争奪編』としてテレビアニメ化された（共に日本テレビ系列）。
- キン肉マンのマスク狩りポスターが付録の『週刊少年ジャンプ』（1984年35号）が発売日の午前中に売り切れる記録を残す[16]。
- 1983年にキャラクターのゴム人形型消しゴム（通称キン消し）が発売されブームとなった[17]。
- 1985年2月に『キン肉マン』が第30回小学館漫画賞 児童漫画部門受賞。
- 1985年11月にバンダイ初のファミリーコンピュータソフト『キン肉マン マッスルタッグマッチ』が発売[18]。
- 1996年には、キン肉マン復活編と題して、『キン肉マン』のその後を描いた読み切り作品『マッスル・リターンズ』が『格闘エース』（角川書店）に掲載された。
- 1998年、『週刊プレイボーイ』（集英社）に読み切りとして『キン肉マンII世』を掲載（全5回の短期連載）、その後連載に至る。
- 2004年には生誕25周年を迎え、公式サイト「キン肉マン Official Site マッスルキングダム[19]」がオープン、また関連本『キン肉マン 超人大全集』やPlayStation 2用ソフト『キン肉マン ジェネレーションズ』が発売された。
- 2008年に生誕29（ニク、肉）周年を迎え、それを記念して各月29日が金曜日の場合はキン肉マンの日と制定[20]。それを皮切りにイベントの開催やDVD-BOXの発売、キン消しの復刻、画集の発売などの様々な企画が実施された（#生誕29周年）。
- 『週刊少年ジャンプ』40周年記念として、『週刊少年ジャンプ』2008年29号には『キン肉マン』が掲載された。
- 2010年1月29日に、22年ぶりのジャンプ・コミックスとなる37巻が刊行され、初版は即日完売となった。あわせて、ジャンプ・コミックス全36巻の復刻BOXが発売されることが決定した[21]。
- 『キン肉マンII世 究極の超人タッグ編』Web連載終了後、2011年11月28日より集英社『週プレNEWS』で24年ぶりとなる（外伝ではない）続編シリーズをWebコミック配信で連載中[22]。
- 2013年にシリーズ通巻100巻プロジェクト「謝肉祭」開催を記念して、超人人気投票が「キン肉マン超人総選挙2013」として行われる[23]。
- 連載40周年記念として、『週刊少年ジャンプ』2019年29号に読み切り『さよなら、キン肉マン!!の巻』が掲載された[24]。
- 2020年8月17日更新の新シリーズ第317話より、『週プレNEWS』でのWeb連載に加え、『週刊プレイボーイ』での同時連載も開始された。
- 2023年10月16発売の『週刊プレイボーイ』より、原作の嶋田の入院による休載のため、スピンオフ小説『ディープオブマッスル!! キン肉マン リアルノベルズ』の「変幻自在！ スニゲーターの“悪魔の変身講座”」から作画の中井が描きおろした『キン肉マンディープオブマッスル!! 特別編』の短期集中連載が開始[25]。
- 2024年7月7日からCBCテレビ・TBS系列「アガルアニメ」枠でテレビアニメ『キン肉マン 完璧超人始祖編』が放送開始。

## あらすじ
怪獣退治編（第1話 - 第27話 全27話）
地球を征服しようと来襲してくる怪獣・宇宙人を相手に落ちこぼれのヒーロー・キン肉マンが立ち向かう。ミートの登場により、キン肉マンが実はキン肉星の王子であることが分かる。人々を護るヒーローに憧れながらダメ超人と扱われていたキン肉マンは、様々な戦いを経て少しずつだがヒーローとしての素質を開花させていくこととなる。基本的に要所要所でコメディパートが多く、キン骨マンもこの時期におけるライバルとして描かれた。怪獣退治以外にも、ボクシングの試合や、テリーマンと組んでのタッグマッチなども行っている。このタッグマッチが好評を得たため、後のプロレス路線へと繋がった。
未開の部族が登場するルーツ島を描いた2話「南からの使者の巻」「伝説の救世主の巻」は、ジャンプ・コミックス以外の単行本には収録されていない。
第20回超人オリンピック編（第28話 - 第51話 全21話）
第1回超人オリンピック編とも言われることがある。世界各国から選ばれた超人の中から世界一を決する大会、超人オリンピックが開催される。前チャンピオン・ロビンマスクの計らいにより日本代表として出場したキン肉マンは数々の予選を勝ち抜き、中国代表のラーメンマンや、イギリス代表ロビンマスクたちと闘う。落ちこぼれでしかなかったキン肉マンも秘められた力と強運により勝ち進み、決勝戦では有頂天になって慢心するもラーメンマンの説得により考えを改める。セコンドのテリーマンのアドバイスによりロビンマスクの弱点である「強者の慢心」を突くことで逆転勝利した。
ジャンプ・コミックス（旧版）では、シリーズ終了後「第一部完」と銘打たれている。
連載時期がモスクワオリンピック開催時期と重なったことから生まれたシリーズ。日本がボイコットしたため、現実でやれないなら超人たちでオリンピックをやろうと当時の担当編集者である中野と話し合って決められた。
アメリカ遠征編（第52話 - 第79話 全28話）
アメリカ・ハワイ遠征編とも。超人オリンピック・チャンピオンとなったキン肉マンが、世界の強豪たちと戦うためにアメリカへと遠征する。ハワイではプリンス・カメハメに敗れてしまうが、彼に師事し48の殺人技を授けられる。その後、本土に渡りアメリカ超人団体の抗争に助っ人として参加。超人協会代表としてテリーマンとザ・マシンガンズを結成し、超人同盟や超人評議会、飛び入り参加した怪人代表のタッグチームらとリーグ戦で闘った。最終的にザ・マシンガンズが勝利した。
ジャンプ・コミックス（旧版）では、シリーズ終了後「第2部完」と銘打たれている。
この頃はプロレス一本のシリアス路線で、画風もアメコミを意識したものに変わった。しかし団体同士の抗争というテーマは少年誌向きではなく、舞台を日本国外に移したことによる親近感の低下、またタッグ戦も描写が難しかったことにより、読者人気も下がったという。そのためアニメ化の際には、アメリカ遠征編は大幅に短縮、変更されており、タッグリーグ戦は行われていない。最後の敵もスカル・ボーズではなくロビンマスクとキン肉マンの戦いになっており、原作では改心したイヤデスもアニメでは終始黒幕として描かれた。この頃が先述のように連載の中で一番人気がなく、打ち切られるかもしれなかったと後に嶋田が述べている。また、キン肉マンがテリーマンをタッグパートナーにするために説得する話を描いていたが、中野に「人気がないからすっとばそう」と言われカットされた。後の読み切りではこの説得するエピソードが描かれており、短編集に収録されている。
第2次怪獣退治編（第80話 - 第89話 全10話）
ラッカ星防衛編、宇宙野武士編、キン肉星帰還編とも。超人オリンピック王座を剥奪されたキン肉マンとミートは日本へ帰国、再び貧乏暮らしに。故郷キン肉星への帰省やラッカ星での宇宙野武士退治など、ギャグ中心の原点回帰的な内容。画風も以前のものに変更された。アメリカ編は作者いわく「失敗だった」とのことで原点回帰的な内容となったが、それに代わる展開を模索していた時期であった。この頃にはビビンバ、ブロッケンJr.といった重要キャラクターも登場。アニメ版ではカットされている（宇宙野武士編は内容を改変した上でアニメスペシャルとして放映）。
アメリカ遠征編の頃に人気が低下していたこともあり、このままでのギャグ路線では難しいと判断され、次からはバトル路線の2度目の超人オリンピックが開始することになる。
第21回超人オリンピック ザ・ビッグファイト編（第90話 - 第121話 全32話）
第2回超人オリンピック編とも。キン肉マンが超人オリンピック・チャンピオンの権利を剥奪されたため、急遽第21回大会ザ・ビッグファイトが開催された。キン肉マンは再び優勝を目指すために参加を決意。同じ日本代表のウルフマンやソ連代表のウォーズマンたちと闘う。ウォーズマンを倒した際、代名詞となるフェイバリットホールドであるキン肉バスターが登場した。ただしアニメ版ではキン肉バスターでは決着がつかず、風林火山で倒している。またアニメではビビンバに代わって二階堂マリがヒロインを務めるようになり出番が大幅に増えた。逆にビビンバは劇場版およびキン肉星王位争奪編にしか登場しておらずキン肉マンとも恋人関係にならない。
7人の悪魔超人編（第122話 - 第159話 全38話）
あまりに残虐なファイトを繰り返したために、宇宙の一角に封じ込められたバッファローマンら7人の悪魔超人たちが復活。悪魔超人らはミートの体をバラバラにして人質とし、超人オリンピックV2チャンピオンのキン肉マンに挑戦状を叩きつけた。今までライバルであったロビンマスクやウォーズマン、ブロッケンJr.、ウルフマン、ラーメンマン（モンゴルマン）らが仲間として加わり、アニメでは彼らとキン肉マンの友情が強く描かれた。またアニメにおいてはこの時点ではマリとキン肉マンは恋人同然の関係となっている。なお、このシリーズよりキン肉星王位争奪編までは各話サブタイトルの前にシリーズ名とシリーズ内連番が付記されている（例：7人の悪魔超人編①、黄金のマスク編②など）。
7人の悪魔超人#概要も参照。
黄金のマスク編（悪魔六騎士編）（第160話 - 第208話 全49話）
キン肉神殿に祭られている全宇宙の超人の平和のシンボルである黄金のマスクが、7人の悪魔超人の上に立つ悪魔六騎士に奪われ、それを奪還するためにアイドル超人たちが悪魔六騎士、悪魔将軍と戦う。
悪魔六騎士#概要も参照。
夢の超人タッグ編（第209話 - 第273話 全65話）
超人タッグの世界一を決する大会、宇宙超人タッグトーナメントが1億4000万年ぶりに開催。悪魔超人の残党（アシュラマンとサンシャイン）に友情パワーを奪われた正義超人たちは、キン肉マンと袂を分かち次々とタッグを組みトーナメントに参加する。仲間たちに見捨てられたキン肉マンは、師匠プリンス・カメハメ扮するキン肉マングレートの助けを経て、奪われた友情パワーを取り戻すべく、トーナメントに参加する。完璧超人が初登場する。
ゆでたまごがアドリアン・アドニスとボブ・オートン・ジュニアのタッグによるツープラトンを見て影響を受け、アメリカ遠征編のリベンジの意味も込めて開始したシリーズ。
キン肉星王位争奪編（第274話 - 第387話 全114話）
超人オリンピックV2チャンピオン、宇宙超人タッグトーナメント優勝とシングル・タッグ両栄冠という偉大な戦績を残したキン肉マンに対し、父・真弓はキン肉星の王位を継承させることを決意する。しかし、成長するキン肉マンの火事場のクソ力に恐れをなした邪悪の神により、出生時の取り違えの可能性があると運命の5王子と呼ばれる5人の王位継承候補者を仕向けられた。6人のキン肉マンは各自チームを結成し、キン肉星王位争奪戦を繰り広げていく。
シングル、タッグときて勝ち抜き方式の団体戦という方式をとったのは、当時新日本プロレスで頻繁に行われていた新日本vsUWFの団体戦からの影響。
完璧超人始祖編（新シリーズ第1話 - 第208話 全208話）
キン肉マンが58代キン肉星大王に即位し、キン肉星に帰還した後、地球では正義超人・悪魔超人・完璧超人の間に三属性不可侵条約が締結される。その数日後、宇宙超人タッグ・トーナメントで撃退した完璧超人の本隊である真・完璧超人軍率いる完璧・無量大数軍（パーフェクト・ラージナンバーズ）が条約の撤回と正義超人の殲滅のために地球に襲来。7人の悪魔超人も介入し、無量大数軍と戦うことになるが、正義超人とは馴れ合わない姿勢を取る。
7人の悪魔超人の参戦は陽動であり、その間に悪魔将軍が悪魔六騎士と共に完璧超人の本拠地である超人墓場に侵攻。その後、国立競技場に姿を現した「許されざる世界樹」で勝ち残った完璧超人と正義超人・悪魔超人の戦いが再開される。
テーマは各超人軍間の「イデオロギー闘争」であり、ゆでたまごは『キン肉マンII世』で敵勢力を「悪行超人」として一括りにしたことで、戦う理由を単純化しすぎてキャラクターの深みを消してしまったと反省し、本シリーズではそれぞれに理由をつけることで3属性ごとの正しさを表現したかったと語っている。
オメガ・ケンタウリの六鎗客編（新シリーズ第209話 - 第316話 全108話）
完璧・無量大数軍、完璧超人始祖との戦いから1か月後。「7人の悪魔超人編」「黄金のマスク編」で悪魔超人を従えていた大魔王サタンが再び活動を開始する。悪魔超人に見切りをつけた彼は、オメガ・ケンタウルス星団出身の6人の超人に目をつけ、彼らに地球を襲撃させる。サタンによって正義・悪魔・完璧超人軍の主力メンバーを封印された中、6人を撃退すべく、超人オリンピックでキン肉マンらと戦った5人の正義超人が立ち上がる。
ウルフマン、カナディアンマン、カレクック、ベンキマン、ティーパックマンの5人を出したのは、作画担当の中井義則が今なら彼らをもっと格好よく描けると思い嶋田に直訴したため。
現行シリーズ（新シリーズ第317話 - ）

## 登場人物
劇中には多くの超人、怪獣、人間が登場する。読者から送られたデザイン案を基にデザインが行われることも多く、連載時は読者参加型の様相があった。人気超人のラーメンマン、ロビンマスク、ウォーズマンも、読者考案のキャラクターである。

## 用語
※50音順。
アイアン・スエット（鉄の汗）
大昔から正義超人は互いを裏切り・憎しみ合うことは厳禁されており、万が一それを破ると鉄の鎧を付けられて生涯過ごさなければならなかった。その名残から、正義超人同士の友情にヒビが入り始めると体内のバランスが崩れ、アイアン・スエットが流れ始める。劇中では、キン肉マンとの友情を無視したモンゴルマンとバッファローマンがアイアン・スエットに侵された。
宇宙超人委員会
超人の統括、育成などを行う超人界の最高機関。あらゆる超人の闘いを管理運営し後片付けをするのが仕事。委員長はハラボテ・マッスル。
宇宙超人タッグ・トーナメント
超人の中から世界一のタッグチームを決めるために、宇宙超人委員会が開く大会。『キン肉マン』では、1億4000万年ぶりに行われた。『キン肉マンII世 究極の超人タッグ編』では、第2回大会が開催されている。
『キン肉マンII世』では、正義・残虐・悪魔・完璧超人が枝分かれする以前から行われていた、2人1組で闘うタッグトーナメントの原点だったが、1億4000万年の決勝戦の時に天変地異で中止となり、その間忘れ去られていたと語られている。
詳しくはキン肉マンのタッグの項を参照。
黄金のマスク、銀のマスク
全宇宙の超人のパワー源となる2対のマスク。その昔、超人界では弱小の一族だったキン肉族の先祖に授けられ、そのマスクの加護により、キン肉族は正義超人のトップに立ったとされている。この2つのマスクを離れ離れにすると災いが起こると伝えられている。元は、遥か昔に超人界に君臨した戦いの神・ゴールドマンと平和の神・シルバーマンの兄弟の首である。仲の良かった2人の兄弟がふとした主張の違いから争うことになり、果てはお互いの首を剣で斬り落とすという結末の後、裁きの神ジャスティスによりマスクが持ち去られたのが始まりと伝えられている。この「天上兄弟ゲンカ」と呼ばれる争いの決着は何億年も経った後、20世紀において正義超人と悪魔六騎士および悪魔将軍との戦いによって付けられた。最後には両方のマスクが融合し、完璧のマスクとなって永遠の輝きを放つに至る。完璧超人始祖編では、黄金のマスクと銀のマスクに分離しており、ゴールドマンとシルバーマンの出自が完璧超人始祖であることが語られている。
オーバーボディ
覆面レスラーがマスクの上から被るオーバーマスクのように、本当の肉体の上に着る仮の肉体。主に敵のボス格が、正体を隠すために着用。元々はせっかくデザインしたキャラクターの評判が悪かった際の苦肉の策で、作者自身も「ようこんなことやるわ!」と自虐的に語っている。作中では、オーバーボディから現れた超人は大柄・鋭利な姿であることが多い。発案者はネプチューン・キング。学研の図鑑『キン肉マン「超人」』では、超人は姿を完全に変えることができなくても大なり小なり変身能力があるとされ、オーバーボディについて「超人の持つ変身能力によって、中に収まるように自在に体を変形させている」という説が立てられている。
オメガの民
ジ・オメガマンやオメガ・ケンタウリの六鎗客をはじめとする一族。彼らの祖先がオメガの民となる以前は遥か古代の地球で栄え、最盛期には地球の大部分を支配していた。スワローズ・ネスト城や安土城など、世界の名城があった場所は太古に彼らが住んでいた街の跡地であり、アンティキティラ島の機械など彼らのかつての繁栄の証も残されている。その発展の速さは超人閻魔ことザ・マンから見ても目覚ましいものだったが、それと同時に超人界の和を乱し、数多くの罪深き蛮行も重ねてきたため、天界の神々が黙って見過ごさぬであろうと考えたザ・マンは、彼らを粛清する素振りを見せつつ、宗家の連中を安全地帯に逃がすことにした。地球を追われ、オメガ・ケンタウルス星団に流れ着いた彼らは何千万年もの歳月をかけて独自の進化を遂げ、高い超人強度を身につけるに至る。しかし、ザ・マンの真意を知らない彼らは自分たちを宇宙に追いやった張本人として彼を一族最大の仇敵と考え、恨みにまみれた歴史を歩むこととなる。
オメガ・ケンタウルス星団
オメガの民が住む地。地球から1万6千光年の宇宙のかなたにある。遥か昔に地球で栄耀栄華を極めたオメガの先祖が、完璧超人始祖によって地球から完全に締め出されて流れ着いた場所。長い苦闘の末に、なんとかそこを生命の住める環境に整えたが、現在オメガの星は寿命が尽きかけ、滅亡の危機に瀕している。
火事場のクソ力
窮地にて発揮される潜在的な力。発動中は強大な力を発揮する。『キン肉マンII世』ではK.K.Dと略称されている。キン肉星王位争奪編までは「キン肉王族の血筋を引く者だけに発動する固有の特殊能力」とされていたが、完璧超人始祖編以降では友情パワーと同じものであるとされ、仲間への思いが高まると同時に全身が発光し奇跡的な力を発揮する描写がなされた。
詳しくは火事場のクソ力の項を参照。
カピラリア七光線
太陽の光に含まれる、超人にとって有毒な光線。50数億年前に、この光線の異常発生によって、太陽系からほとんどの超人が死滅してしまった「カピラリア大災害」が起こったことがある。実際は太陽系だけの話ではなく、奢り高ぶりながら争いと殺戮を繰り返すようになった宇宙中の全ての「超人」という存在を処刑するために、超人の神々が絶滅の光「カピラリア七光線」を全宇宙に一斉照射したことによるものと、後に判明した。全宇宙にカピラリア光線を照射できる「カピラリア光線照射砲」は神の数（正確には神の席の数）である108の欠片（ピース）に分断され、それぞれの神が所持している。照射砲を作り出した調和の神によると、カピラリア光線は本来単に超人を消滅させるものではなく、真の効果は「超人製造術」を無に帰すものであり、一斉照射以降は天界で新たな超人が生み出されることはなくなった。カピラリアの欠片から生み出された超人であるプリズマンは、太陽光線からこの力を抽出して「レインボー・シャワー」を放つことができる。
キン肉星
地球から500億光年離れた大キン肉星雲に存在する、キン肉マンやミートらの故郷の星。キン肉星大王であるキン肉真弓（『キン肉マンII世』ではキン肉マン）が統治しており、外見はキン肉マンの顔をしている。大キン肉星雲の第1番惑星（『キン肉マンII世』では第5番惑星に変更）にあたる。外側には第6惑星のハラボテ星が回っており、その他のキン肉星系の惑星にはキン肉族に近いウルドラ族が住むウルドラの星、暗黒物質に覆われ近年まで確認されていなかったクッピン星が存在する。
キン肉星人は主な種族としてキン肉族、シュラスコ族（ミート、ミンチなど）、ホルモン族（ビビンバ、ホルモン・ヤーキなど）、バーベキュー族（シシカバ・ブー、シャミカバ・ブーなど）が4大勢力（総称「四部族」）とされており、それぞれに長老と族長がいる。また、ハラボテ星に住むハラボテ族もキン肉星人の部族のひとつとされる。
キン肉族
正義超人に属する超人の一族。主人公であるキン肉マン（キン肉スグル）やキン肉万太郎はこの一族の出身である。キン肉星に住むキン肉星人の一派であり、王家はマッスルガム宮殿にてキン肉星を統治している。開祖は完璧超人始祖の1人シルバーマンであり、彼の理想のもと発展した正義超人のエリート種族。その格式は高く、正義超人の中でもトップクラスで、キン肉族は正義超人のリーダー格とされる。名前の通り、発達した筋肉を持ち、力技に長ける。
生まれた時からマスクを着ける習慣があり、素顔を他人だけでなく一族に晒すことは厳しく禁じられ、万が一晒した者は王族と言えども自害しなければならない厳しい掟があり、マスクを無くして24時間以内にマスクを見つけられなかった場合も自害しなければならない。マスクのデザインは生まれた時に着けたものから変えることはできないが、真弓のもみあげのようにある程度のアレンジは許されている。かつてはマスクを自由に選ぶことができたが、キン肉マンが生まれた時には法律が変わり、生まれてきた赤ん坊は自身のデータが書かれた紙を基に、コンピューターが最も適したと判断して選んだマスクを着けることになった。このマスクの選定法には諸説あり、真弓が数百軒のマスク屋を巡って選んだとも言われている。キン肉族を含めたキン肉星の超人は、マスクに「キン肉カッター」と呼ばれるトサカ状の飾りをつけている。これは、キン肉族が神と崇める黄金のマスクと銀のマスクを模したものとされる。学研の図鑑『キン肉マン「超人」』では、運命の王子たちは素顔にもキン肉カッター状の突起があるため、生まれつきトサカを持つ一族と考えられると解説されている。キン肉族の多くは額に自らを象徴する文字を持ち、マスク越しに浮かび上がらせている。嶋田は額に文字やマークが浮き出るのは心構えの問題で、現役で闘い続ける者や王族のような特別な使命感を抱く者に出やすい傾向にあり、信念の変質により別の形に変わることもあると語っている。
王位を継ぐためには超人協会と105人の超人の神の承諾を得なければならず、なおかつ超人族最強の男でないとその資格がないとされる。近年になりキン肉族には腐敗勢力が跋扈したが、第56代大王キン肉タツノリの時代に政治改革が行われ、再び繁栄の時代を迎える。国歌は吉野屋のテーマ。
キン肉大神殿
黄金のマスクと銀のマスクが置かれている場所で、シルバーマンが遺したフィニッシュホールドの壁画にはキン肉族三大奥義の「マッスル・インフェルノ」「マッスル・スパーク」「マッスル・リベンジャー」が描かれている。正義超人の聖地であり、本拠地でもある。大神殿のさらに奥、秘密の地下道を越えた先にある深い森はキン肉星禁制地域になっており、その真下にある地下水脈の最深部にキン肉マンの大叔父・キン肉サダハルが幽閉されていた地下牢がある。
キン肉族超人予言書
キン肉星王位争奪編で登場。キン肉マンの先祖にあたる予言者が未来の運命を予言し、書き記した予言書。キン肉族やそれにかかわる超人たちについても書かれており、その運命には誰も逆らえない。しかも予言書のページを燃やすことは歴史の一部を消すことを意味し、特定の超人のページ（作中では「運命のページ」と呼ばれる）に細工を施せば、その超人の肉体にも影響を与える。燃やせば、その超人はいなかったことにされて、記録も全て消える（人々の記憶には残ったままである）。最初の犠牲者はキン肉アタルで、決勝戦ではキン肉マンスーパー・フェニックスが運命のページを使った試合を思いついたため、両チームから5人の犠牲者を出す大惨事となった。ただ唯一、王の称号を得たキン肉マンがシリーズ最終話でフェイス・フラッシュを使用して、予言書を燃やされて犠牲となったチームメイトたちを蘇らせた。
KINマーク（キンマーク）
旧JISマークそっくりなキン肉族の証。キン肉族の中でもごく一部の階級の者の体にしか現れないスーパーヒーローの証拠でもある。キン肉マンはもちろん、運命の5王子にもあるが、シュラスコ族のミートにもある。キン肉マンは左尻、5王子は背中、ミートは胸にある。
筋肉の滝（マッスル・フォール）
キン肉星の大王たちは、死期が近付くと何かに導かれるように宮殿の裏山に登り、そこには皆が死を迎える決まった場所がある。その決まった場所にうず高く積まれたキン肉星の代々の大王たちの死体の山がちょうど人の上半身に似ていることから、そう呼ばれている。そこから大量の湧き水として噴き出している「知恵の水」は代々の王位継承者の偉大なるパワーが備わるということで、一般の人々は飲むことを禁じられ、キン肉王家の者だけが飲むことを許されていた。
下天の儀
超人の神が天から降り、地上で活動できる肉体を得ること。これを行うと神の座を降りることになり、二度と天上界に戻ることはできない。最初に地上に降り立った慈悲の神（ザ・マン）は神を辞めて超人となったが、同じくその状態になった調和の神とその一派は、自分たちのことを「超神」と呼ぶ。神の超人強度は1億パワーだが、そこから1万パワーを犠牲にして天から下り受肉するため、9999万パワーとなる。
国立超人博物館
超人たちの装着物が展示されている場所。超人オリンピックチャンピオンベルト、宇宙超人タッグ・トーナメント優勝トロフィー、運命の5王子のマスクなどもある。
三属性超人不可侵条約
キン肉星王位争奪戦の1年半後に、正義超人・悪魔超人・完璧超人の3勢力で締結された条約。これに違反した超人は、その属性にかかわらず永久追放となる。正義超人代表テリーマン・悪魔超人代表アシュラマン・完璧超人代表ネプチューンマンの3者によって調印された。調印式の2日後、襲来した完璧・無量大数軍がネプチューンマンの代表権を認めず、三属性超人不可侵条約の撤回を要求したストロング・ザ・武道が条約文を燃やした。
正義の剣
アニメ「地獄の極悪超人編」に登場。銀河宇宙の彼方にある、正義超人発祥の地と言われるキンモク星にある剣。光り輝く不思議な鉱石でできている。数億年の昔、キンモク星にまだキンモク星人も超人も一人もおらず古代生物が支配していた頃、光の中から正義の剣に導かれて現れた男女の赤子が成長し正義超人たちの祖となり、キンモク星より多くの正義超人たちが宇宙の各所へ巣立っていったという伝説がある。また、正義の剣を得たものは宇宙一の莫大な金銀財宝を得られるとも言われる。正義超人が完璧超人とザ・サイコー超人を破った暁には、彼らをキンモク星に呼び正義の剣を与えるべしという王家の言い伝えに従い、リリー姫がキン肉マンら正義超人をキンモク星へ招待した。
生命維持装置
悪魔六騎士が黄金のマスクと銀のマスクを引き離したことで超人のパワーが減少していった際、銀のマスクの配慮により現れた超人パワーの消耗を抑える透明な球体。
アニメでは委員長が難解な専門用語を交えてこの球体が一種のバリアの役割を果たしていると説明しており、真弓に「こんな迫力ある説明は原作にもなかったぞ」と言われた。
世界超人協会
地球の超人たちの統括・育成や超人オリンピックの開催などを行う機関。略称は「WSA」。会長はドーロ・フレアース。本部はアメリカ・ミズーリ州のセントルイス。アメリカ超人界に約150年間にわたり君臨していたゴッド・フォン・エリックの弟子がそれぞれ超人協会、超人評議会、超人同盟の会長を務めているが、かつては超人協会が唯一の超人団体だった。アメリカでの超人評議会、超人同盟との団体抗争のために一時期勢力を弱めるが、キン肉マンとテリーマンの活躍により、新世界超人協会として再統一される。正義超人界の重要な中枢機関としてキン肉王族、宇宙超人委員会と互いが暴走しないよう監視し合う三権分立体制となっている。
タムタムの種
ジェロニモの部族に伝わる種。肥料は必要とせず、ほんの少しの水で育ち、短時間の内に木となり、実が成る。ジェロニモの村は雨が降ることが少ないものの、この種のおかげで飢えを免れており、「タムタムの木のように育て」ということわざにもなっている。
ジェロニモはオメガマンとの試合前にタムタムの木で作ったトーテムポールをお守りとし、試合中、石垣リングの水堀を使って、タムタムの木を多く作り出した。
チームワークの入った箱
アシュラマンが所持する、正義超人の友情を収めた箱。中にはそれぞれの超人の人形が入っており、その人形に起こった状況に現実も引っ張られる。アニメでは「ヴィトレイの裏切りの箱」と名付けられている。
超人
人間の能力を遥かに超えた存在を指す。その大半は、キン肉マンやテリーマンのように生まれたときから超人であるが、ジェロニモやブロッケン一族のようにきっかけがあって人間から超人になった者、動物などが進化して化身した者、超人の神に生命を与えられて無生物から変身誕生した者、突然変異体など、その出自や強さは多様である。共通点としては、後述の超人強度を持っている点などがある。初期はスーパーヒーローとも言われ、英語では「CHOJIN」とも表記される。
詳細は超人 (キン肉マン)の項を参照。
超人オリンピック
超人の中から世界一を決めるために、宇宙超人委員会が開く大会。続編である『キン肉マンII世』を含めると22回行われているが、作中で模様が公表されたのは、第20、21回大会（初代）、第19回イギリス国内予選、ザ・レザレクション（『キン肉マンII世』）の4大会のみ。本戦は日本で行われる。
詳しくは超人オリンピックの項を参照。
超人強度
超人のパワーを示す値。単位は「○○パワー」。基本的に生まれてから数値が上下することはなく、超人の強さの目安になる。アニメにおいては「超人の体力」とも言われている。
詳細は超人強度の項を参照。
超人硬度
超人の硬さを示す値。モース硬度（本来は「引っかき」に対する強度）がモデルになっているが、打撃に対する堅牢さとして扱われる。基本的に硬度0（ゼロ）のスネークボディから、硬度10のダイヤモンドボディまである。悪魔将軍はこの他に、硬度7のエメラルドボディ、ダイヤモンドを超える硬度10♯のロンズデーライトパワーも披露。肉のカーテンは鉄と同じ硬度4.5、ロビンマスクのサファイア製の鎧は硬度9。
超人心臓
超人に備わっている戦闘用の心臓。普通心臓から超人心臓に切り替えることで人間の心臓以上の強靭さを発揮し、酸素のない状態でもいくらかは耐えることができるようになる。
超人製造術
神世の時代に慈悲の神が発明した、無から有を生み出す技術。これにより神々は新たな神を創る目的で超人という種を生み出した。天界が超人製造を禁止して以降、超人を生み出す装置である超人製造機はその機能を失い順次廃棄されていったが、一部は地上に降ってきて放置された。この装置は「降誕のメガフォン」と呼ばれており、モハーヴェ砂漠にある巨大メガフォンもそのひとつとされる。
超人墓場
超人閻魔が統括する、試合などで死亡した超人の魂が送られる場所。
詳しくは超人墓場の項を参照。
超人レスリング
超人同士の争いの決着法。プロレスや総合格闘技ともルールは似ているが、超人が行うため、目突き、噛み付き、金的攻撃などもフリーである。一方で、超人たちは所属勢力を問わず自らの肉体そのものを武器に戦うことを誇りとしており、凶器の使用は例えダイヤモンドの硬度の肉体を有す超人がガラスの破片を使った場合でも、非難の対象となる。『キン肉マンII世』では、悪行超人が地球の覇権を得る手段となっている。
ルール
基本的に時間無制限一本勝負。レフェリーは初期はリング内に居たが、後期は戦闘に巻き込まれないようにリング外から裁定するようになった。決着はギブアップかKO（＝死であることも少なくない）、3カウントフォール、リングアウト時の20カウント経過。タッグマッチの場合は2人とも倒すか、1人だけ倒せばいいかは話によって異なる。
反則行為
凶器の使用、一対一の勝負に第三者が乱入するなど。凶器攻撃についてはリング外のパイプ椅子などを使用したり、鉄柱を引き抜いて殴りつけたり、ロープを引きちぎって締め上げるなどの行為は反則となるが、鉄柱やロープを設置された状態のまま使用する技（超人絞殺刑や忍法蜘蛛糸縛りなど）、ウォーズマンのベアークロー、バッファローマンのロングホーンなどの身体の一部とみなされる物を使用する攻撃、キン肉マンの頭部のキン肉カッターやロビンマスクの頭頂部の突起、ネプチューンマンのチョッキのスパイクなど、覆面やコスチュームの一部を使用する攻撃については反則扱いされない。
ディフェンド・スーツ
魔方陣リング用に用意された鎧。12の部位と1つのアイテムの全部で、13のパーツで構成されている。装着者の意思に反応して、相手の技を防ぐ様々なシステムを搭載。公にはされていない技やツープラトン技には対応することはできないが、後者に関しては技に入る前なら対応できる。ディフェンド・スーツの機能が働くのは魔方陣リング内のみだが、アイテムは魔方陣リング以外でも使うことができる。
マジックスクエア
ディフェンドスーツ用のアイテムの1つ。鉄製の巨大折り紙であり、手甲を装備することで折り曲げることができる。キン肉マンが使用。
マジックシザース
ディフェンドスーツ用のアイテムの1つ。巨大な鋏であり、切ったものを様々な物に変化させる。サタンクロスが使用。
天上界
超人の神が住む場所。神々は、ここから自らが生み出した生命体である超人の様子を見守っている。かつて天界内の神の勢力は慈悲の神（後のザ・マン）と調和の神がそれぞれ率いた二派に分かれ、超人という種を生かすか殺すかで激しい論争が巻き起こった時代があった。
バベルの塔
イラク南部某所にある、地上と天上界を繋ぐと言われる塔。建物としては7階までしかないが、各階にある聖なる光の壁に囲まれたリングで超神と対戦し、勝つことにより自動的に遥か彼方真上の最上階に転送される仕組みになっている。神でない者が進入することは本来不可能だが、地上の超人でも天界由来の物質であるカピラリアの欠片を持つ者に限り、進入路が開かれる。天に昇る資格を与える権限を持つ者は、神の中で厳格に選ばれた数名のみで、調和の神はその内の最有力の1人。
魔界
悪魔超人の本拠地であり、修業場。かつて悪魔将軍が建設した、地上とは別次元の異世界。超人墓場に似せて作られている。統治は、悪魔将軍が認めた魔界の王族（皇太子はアシュラマン）に委任されている。アシュラマンが育った魔界城もこの地に存在する。超人墓場と現世の間にあるという説、地球の地底にあるという説があるが、正確な場所は特定されていない。
マグネット・パワー
肉体から「磁気」を発生させる能力で、周囲の金属類を磁気で引き寄せたり、逆に突き放したりすることができる。パートナー同士でそれぞれ「+」と「-」を発動することで、より強力な磁気を発生させることができ、落雷や時間すらも操る。金や銀のような磁力を帯びない金属でも、時間に差はあるものの長時間浴びせ続けることによって帯磁させることができる。地球のエネルギーを利用しており、アポロン・ウィンドウに鍵をかけることによって封印される。こちらは主にネプチューンマンとネプチューン・キングが使用する。
キン肉マンとネプチューンマンの間に生まれた友情によって発生したマグネット・パワーは、アポロン・ウィンドウの影響は受けない模様。オメガマンとの戦いでは、2人のコンビネーションにより優位に立った。
元々は完璧超人始祖の一人・サイコマンが発見した力で、サイコマンはアポロン・ウィンドウに関係なくマグネット・パワーを使用できる。その力の正体は「地球が持つ超人パワー（生命力）」と呼ぶべきものであり、サイコマンはこれを己の生命パワーと融合させることで自由自在にマグネット・パワーを行使できる。また、効果としてブーストがかかったようにパワーそのものが何倍にも増幅される。他の始祖からは「ドーピング」「封印するべき力」と危険視されたが、サイコマン以外に唯一使用に賛同したザ・マンにより、その力の管理はサイコマンに任されることとなった。
アポロン・ウィンドウ
マグネット・パワーの噴出孔。地面に巨大な鍵穴の形の大穴が空いており、前方後円墳などがこれにあたる。完璧超人始祖サイコマンは現在のサグラダ・ファミリアがある地で最初にこの鍵穴を発見したが、むやみに荒らさせないために人間に啓示を与え、この地に永遠に完成しない教会を建てさせた。また、地球上には網の目のようにマグネット・パワーの地脈が流れており、マグネット・パワーのマスターであるサイコマンは地脈をピンポイントで刺激することで、大抵の場所に小さなアポロン・ウィンドウを開けることができる。
嶋田はマグネット・パワーの封印方法は悩んだ末に前方後円墳にしたと言い、大阪府堺市にある高校に通っていたので、前方後円墳は身近な存在だったと語っている。
ミラクルドアー
王位争奪サバイバル・マッチ決勝戦第1会場の大阪城ホールに設置された扉。決勝進出の両チームが、勝ち残った証である王子たちの血を集めたもの（キン肉マンチームは血染めのマント、知性チームは血の瓶詰め）を掲げることで扉に5人分の手形が出現し、その手形に5人の超人が手を当てることで扉が開く。アニメ版では、血を集めたものを掲げての手形出現のプロセスはカットされた。
メディカル・サスペンション
医療的見地に基づいて、超人レスラーに与える休養期間。超人たちにそれぞれの故郷で特別な肉体回復カプセルに入ってもらい、一定期間強制的に休んでもらう措置。サスペンション期間が解けないとカプセルから出ることはできず、外部からの都合で強制的に出すこともできない。また、ラーメンマンが左側頭部に受けたような重度の傷に関しては治すことができない。
モクテスマ星
キン肉マンマリポーサが育った惑星。酸素量が地球やキン肉星の半分しかなく、少しの散歩をしただけでもすぐに呼吸困難に陥るような状態で、酸素ボンベなしでの激しい運動は禁止されている。
友情パワー
正義超人の力の源であり、結束力。夢の超人タッグ編ではアシュラマンとサンシャインにこれが奪われたため、正義超人たちは敵同士としてトーナメントに参加することになる。その結果コンビネーションが乱れ、苦戦を強いられることになった。キン肉星王位争奪編ではキン肉マンの兄・アタルが、一人一人の信念を重視する「真・友情パワー」を提唱し、弟たちのそれを「馴れ合い」として真っ向から否定した。
前述の通り、新シリーズでは火事場のクソ力と同じものであるとされている。
ラッカ星
地球から100万光年の宇宙の彼方にある惑星。景色も住人も地球と瓜二つだが、ラッカ星人は傷に対する驚異的な回復力を持つ。宇宙野武士の脅威にさらされていたが、この星の大長老インゲンの弟子であるビーンズマンが集めた7人の超人により宇宙野武士は退治され、平和が訪れる。テレビスペシャルでは、マロン姫が統治している。
リアル・ディールズ（真の男たち）
超神たちが課したバベルの塔での試練に挑むため、正義・悪魔・完璧の所属を越えて選抜された8人の精鋭超人たち。ヘリコプターから実況するアナウンサーによって命名された。メンバーはキン肉マン、ロビンマスク、ウォーズマン、バッファローマン、ジェロニモ、アシュラマン、サンシャイン、ネプチューンマン。
霊命木
中国・終点山にのみ生息するという、奇跡の樹。この木から発生する特殊なガスを吸うと、あらゆる難病・大怪我が完治するという。植物超人となったラーメンマンはドクター・ボンベに霊命木の皮でモンゴルマンマスクを作ってもらい、これを被りガスの成分を吸い続けることにより、地上でもファイトできるようになった。マスクには、霊命木の医療効果を維持させる秘伝の仕掛けが施術されている。読切作品「ラーメンマンとブロッケンJr. 〜恩讐の彼方に〜」では、霊命木のたった1本生き残った亜種が日本・箱根付近のとある山で発見されている。ドクター・ボンベの杖も霊命木でできており、雲を操り日没を偽装することができる。

### 超人の種類

#### 属性による所属分類
正義超人
キン肉マンやテリーマンなどの精鋭はアイドル超人とも呼称。超人の神より与えられた能力を正義のために使い、宇宙の平和を守るべく活動している超人。力で相手を屈服させるのではなく、闘いはわかり合うために行うという理想を掲げる。初期は主に怪獣退治を行っており、スーパーヒーローとも呼ばれていた。地球上に1000人は常駐している。誰もがクリーンファイトを身上としているわけではなく、恐ろしいファイトスタイルを売りにしている超人も存在し、それらは正義超人の一派である残虐超人に分類される。
ミキサー大帝いわく「あまりにも人のことを考えすぎる。そうやって一番大切な自分の体を傷つけることになる」。
開祖であり、源流を作ったのはシルバーマン。主な所属超人は、キン肉マン、テリーマン、ロビンマスク、ウルフマン、プリンス・カメハメ、カナディアンマン、スペシャルマン、ジェロニモ（元人間）など。
残虐超人
主に反則や凶器攻撃などの残虐ファイトを売りとし、リング上での殺し合いを楽しむ超人。超人の犯罪組織を運営する者たちもいるが、正義超人の祭典である超人オリンピックに参加できるなど、基本的には正義超人内の一部勢力である。ラーメンマンのように、リングを降りれば紳士で残虐ファイトも己の肉体のみで凶器は使わない信条の超人なども存在する。かつてはラーメンマンが残虐超人の総帥と呼ばれていた。しかし、後には正義の心を全く持たない人類支配を企むなどの邪悪なだけの悪行超人も増えていく。
悪魔超人
悪魔に身も心も血も売り渡し、大魔王サタンの下で悪魔のようなファイトをする超人。相手が死亡するまで勝ち名乗りは受けない主義で、逆に彼らにとって負けは死を意味する。源流を作ったのは悪魔将軍ことゴールドマン。
元は残虐超人以上の残虐ファイトを行って対戦相手を殺す危険な超人たちとの定義だったが、次第に上記の設定が明らかにされていった。
悪魔六騎士（あくまろくきし）
地獄の六騎士とも呼ばれる。数いる悪魔超人の中でも、特に優れた能力と高い超人パワーを持った6人。彼らを統括している悪魔将軍は、大魔王サタンの分身である六騎士が黄金のマスクに力を貸して生まれた集合体だった。また、悪魔超人の開祖である悪魔将軍は、六騎士を直接指導する師でもある。
完璧超人（パーフェクトちょうじん）
初代アニメでの読み方は「かんぺきちょうじん」。下界との接触を断絶し、より完璧な強さを求めて修業に明け暮れる超人の集団。あらゆる感情や善悪を超越したもっとも神に近い存在であると言われている。「凶器を使ってはいけない」「敵に背中を見せてはいけない」「敗北は絶対に許されない」など厳しい掟がある。
開祖は元超人の神である超人閻魔（ザ・マン）。完璧超人は太古に神々が超人に殲滅の審判を下した際、ザ・マンにより特例で生き残りを許された完璧超人始祖（パーフェクトオリジン）の系譜を継ぐ者たちとされる。当初は古代超人界最強のネプチューン・キングを始祖とし、彼に師事する超人とされていた。しかしこれは本人が吹聴していただけで、ネプチューン・キングは幹部の一人に過ぎないと完璧超人始祖編で語られている。
本来は正義超人とも異なる理想を求めた集団だが、ネプチューン・キングや『キン肉マンII世』に登場した完璧超人のように、邪悪な心に堕ちた超人も一部に存在するようになる。
運命の5王子
邪悪の超人神によって仕向けられたキン肉星王位継承候補の5人の超人。神のパワーを持つため、超人強度は全員1億パワーである。
運命の5王子のチームメイト
××超人という分類は劇中明確にされていない。知性チームはジ・オメガマンが完璧超人、真・残虐チームは全員が残虐超人と判明。残虐チーム（超人血盟軍）は正義・悪魔超人出身者で結成されている。
飛翔チームのホークマンは兵隊超人を自称している。強力チームは世界中から怪力超人ばかりを集めたとされており、『キン肉マンII世』でも超人オリンピックの組み合わせ抽選会にキャノンボーラーの顔が使われたり、時間超人・サンダーの伝説正義超人の回想にレオパルドンのシルエットがある。
ただし、運命の5王子のチームメイトの大半も所属する勢力が不明なだけであり、機械超人・覆面超人などの特徴で区別することは可能。
オメガ・ケンタウリの六鎗客（オメガ・ケンタウリのろくそうかく）
大魔王サタンと共謀し、オメガ・ケンタウルス星団から地球襲撃にやってきた6人組。全員が異常に高い超人強度を備えている。オメガの星は衰退し滅亡の危機に瀕しており、星を救うための力としてマグネット・パワーと火事場のクソ力を求めている。また、先祖を地球から追いやったザ・マンを仇敵と見なしており、ザ・マンおよび全ての神の打倒を宿願としている。
超神（ちょうしん）
調和の神を中心とする超人の神の一派が、「下天の儀」を経て地上に適応するための新たな肉体を得た姿。超人殲滅を宣言して地上に降り立ったが、中には超人に期待を抱く者も存在しており、調和の神の真の目的も神の資格を持つ超人を選抜することにある。
時間超人（じかんちょうじん）
刻の神が禁断の秘術により生み出した新種の超人たち。時間を操る刻の神にそれに準じた力を与えられていることから、他の神々が生み出した超人と差別化されてこう呼ばれる。
- ※1 残虐超人、悪魔超人、完璧超人、時間超人を一括して悪行超人と呼称するのは、続編の『キン肉マンII世』から。本作の段階では、それぞれの派閥は明確に区分されている。ただし『キン肉マンII世』連載中に『キン肉マン』の時代を描いた作品（ジャンプ・コミックス37巻収録作など）では、悪行超人の総称を使用している。また、『キン肉マンII世』では、正義・悪行どちらにも所属しないフリー超人（ケビンマスクが該当）が登場する。
- ※2 ザ・サイコー超人、極悪超人、かくれ超人、朱天超人、戦士超人などテレビアニメ・劇場版オリジナルの超人も存在する。

#### 身体的特徴による分類
以下は集英社の公式本『キン肉マン 77の謎』と学研の図鑑『キン肉マン「超人」』における分類。主に6パターンに分けられるが、その全てを生物学的に体系づけて分類するのは非常に難しい。
人類タイプの超人
人間と同じ姿または近い容姿の超人。普段の生活は人間と同じだが、その生命力や戦闘力、超能力を駆使するなどの面で人間を超えた存在。能力・功績などが超人の神に認められ、人間から超人に生まれ変わった者も存在する。人間と結婚して子孫を残すことも可能。
ラーメンマン、ブロッケンJr.、ロビンマスク、テリーマン、ジェロニモ、『キン肉マンII世』ではテリー・ザ・キッドなど。
動物タイプの超人
人以外の動物の特徴を備えた姿の超人。動物的特徴が全身に出ている者と、部分的に出ている者がいる。
カニベース、アトランティス、スニゲーター、バッファローマン、フィッシャーズ、『キン肉マンII世』ではセイウチンなど。
宇宙人タイプの超人
地球以外の惑星出身の超人。外見が人類型であっても、地球人と異なる身体特徴を持つ者が多い。宇宙超人とも呼ばれている。
キン肉スグル、キン骨マン、ジ・オメガマン、ビーンズマンなど。
機械タイプの超人
非生物的な特徴を持つ超人の中でも、機械的な構造を持つタイプ。
ステカセキング、ミスター・VTR、ウォッチマン、ミキサー大帝、モーターマン、ウォーズマン、『キン肉マンII世』ではイリューヒンなど。
非生命体タイプの超人
非生物的な特徴を持つ超人の中でも、建造物などの機械的ではない人工物や、岩石などの自然物の特徴を備えたタイプ。
チエの輪マン、パルテノン、ケンダマン、ザ・魔雲天、キューブマン、サンシャイン、『キン肉マンII世』ではレゴックスなど。
その他の超人
上記のいずれにも当てはまらない超人。神話や宇宙、不定形の超人など様々な者が存在する。
悪魔将軍、アシュラマン、プラネットマン、ブラックホール、プヨプヨ、『キン肉マンII世』ではザ・コンステレーションなど。
さらに、人類タイプかその他か判断できないカナディアンマンのような、分類不可能な超人も多数存在する。

#### 作中で言及されたその他の分類
ロボ超人
超人とロボットのハーフ。ロボットでも超人でもない存在だが、人間と同様成長する。ウォーズマンは「ロボ超人は年を取らない」とも語っているが、「耐久年数が過ぎた」など身体年齢のことも言及している。
ウォーズマン、カマーンダス、『キン肉マンII世』ではイリューヒンとその父など。
読切作品「ウォーズマンビギンズ」にてウォーズマンは、元は生身の超人ながら機械超人への改造手術を受けた父（ミハイル・ボルコフ）と人間の母（ナターシャ）の間に生まれたと明かされた。
機械超人
ロボ超人とは似て非なる存在であり、体全体が機械で、乗物や家電類の化身超人もさす。また、ミハイルマンのように改造によって機械超人になった者もいる。
ウォッチマン（時計）、ステカセキング（ラジカセ）、バイクマン（オートバイ）、モーターマン（ドリルと電池）、ミキサー大帝（ミキサー）、ミスター・VTR（ビデオカメラ）など。
化身超人
元は普通の生物や玩具類だった物が、何らかの力を得て超人へと変貌したもの。上記の人類タイプ・動物型・機械の超人の一部が含まれる場合もある。スプリングマンの4000歳、ベンキマンの2000歳など、寿命が長い超人も存在。インタビューにおいて編集者は日本独特の付喪神を引き合いに出していた。
チエの輪マン、キューブマン、プリズマン、アシュラマンなど。
幽霊超人
生きながらにして実体を持たない超人。キン肉族超人予言書が焼失し、存在が消滅した超人もこれに該当する。
悪魔将軍、ゴールドマン、シルバーマンなど。
兵隊超人
傭兵稼業の超人のこと。特定の勢力には所属せずに、自身の利益のために戦うホークマンが自らを称した表現であり、あくまで一超人のポリシー。
合体超人
2体以上の超人が合体して出来ている超人。
サタンクロス（サムソン+寄生虫超人サタンクロス）、『キン肉マンII世』ではバリアフリーマン（ニルス+ジージョマン）が該当する。
覆面超人（マスクマン）
ロビンマスクなど、覆面を着用している超人。キン肉マンもこれに該当し、キン肉族にとって他人に素顔を見られることは死を、ロビン一族にとっては一族追放を意味する。また、ネプチューンマンらの覆面狩りの対象となったことがある。
古代超人
古代の超人。古代から正義・悪魔・完璧の属性が存在し、鳥取砂丘の階段ピラミッドで超人界の頂点を目指し競い合っていた。なお、さらに古代の超人界黎明期である完璧超人始祖が生まれた時代には属性の違いは存在していなかった。アニメでは古代正義超人のエリート「正統派超人」が登場しており、ネプチューンマンとセメントスが該当する。『キン肉マン 正義超人vs古代超人』でも同名の超人軍団が登場。こちらは悪魔超人の上位に位置しており、悪魔六騎士は部下の部下に過ぎない。

### 試合形式
本作には金網デスマッチをはじめ、多くのデスマッチが登場する。ゆでたまごはアントニオ猪木の「邪道」とも言える数々のアイデアを参考にしていると語っている。
氷上デスマッチ
氷で作られたリングで闘う試合形式。互いに素足の状態でリングに上がる。第20回超人オリンピック準決勝のキン肉マン対ラーメンマンの試合で行われた。
コンクリートデスマッチ
コンクリートで固めたリングで闘う試合形式。普通のリングと違い、技の効力を2倍にも3倍にもするもので、あまりにも危険なために禁止されていた。超人オリンピック ザ・ビッグファイト2回戦のラーメンマン対ブロッケンJr.の試合で行われた。
棺桶デスマッチ
通常の金網デスマッチに加え、相手を棺桶に放り込むことで決着となる試合形式。超人オリンピック ザ・ビッグファイト準決勝のラーメンマン対ウォーズマンの試合で行われた。
覆面はぎデスマッチ
対戦相手をいちはやくKOし、覆面をはいだ方が勝ちになる試合形式。超人オリンピック ザ・ビッグファイト決勝のキン肉マン対ウォーズマンの試合で行われた。
ゆでたまごが山本小鉄に会った際に言われた「キン肉マンってマスクマンでしょ?」という一言からキン肉マンがマスクマンの設定になり、そのアイデアからこの試合方法が考案された。
ランバージャック・ゴンドラ・デスマッチ
リングを超人たちが取り囲み、形勢不利になってリング外へ逃げようとする超人を押し戻し、どちらかがKOまたはギブアップするまで闘い続ける試合形式。最後に天上から吊り下げられたゴンドラに相手を放り込んだ方が勝ちとなる。宇宙超人タッグ・トーナメント準決勝のマッスル・ブラザーズ対はぐれ悪魔超人コンビの試合で行われた。
バーブド・ワイヤー・フェンス・マッチ
リングを金網で囲み、ロープの代わりに鉄条網を張った状態で闘う試合形式。ロープの反動を利用した技が使えないため、力比べや関節の取り合いという地味な試合展開で始まるが、徐々に残酷で血なまぐさい展開に発展していく。宇宙超人タッグ・トーナメント準決勝の2000万パワーズ対ヘル・ミッショネルズの試合で行われた。
ソード・デスマッチ
リング外に剣板を敷き詰めた状態で闘う試合形式。脱出不可能という点ではランバージャック・デスマッチと同じだが、場外へ落ちるとこちらは大ケガをする。宇宙超人タッグ・トーナメント決勝のマッスル・ブラザーズ対ヘル・ミッショネルズの試合で行われた。考案者はネプチューン・キングで、完全決着の方法として古代超人時代には頻繁に行われてきたが、近代になってあまりに残虐な試合方法のため一切行われなくなっていた。
モチーフはアントニオ猪木と上田馬之助が行ったネイルデスマッチ。
サンダードーム・デスマッチ
通常の四角ではなく、天井から鎖で吊るされた球形の金網の中で闘う金網デスマッチ。モーターバイクの体を持つバイクマンにとって、エンジンパワーの瞬発力によって360度の空間全てを戦いの場として利用できるバイクマンの専用ロードとも言える試合形式。キン肉星王位争奪サバイバル・マッチ準決勝のラーメンマン対バイクマンの試合で行われた。アニメでは「キリングドームデスマッチ」に名称が変更されている。
6人タッグ・キャプテン・ギブアップ・マッチ
双方のチームがそれぞれ1人キャプテンを決め、3人対3人の6人タッグマッチで闘う試合形式。相手チームのキャプテンをKOまたはギブアップさせた後、左腕にまかれたバンダナを奪うことでそのチームの勝利となる。キン肉星王位争奪サバイバル・マッチ準決勝の残虐チーム対知性チームの試合で行われた。
魔方陣リング装着デス・マッチ
アルファベット26文字に区分けされた円形のキャンバスの上で闘う試合形式。リングの中には26文字分の防御物（ディフェンド・スーツ）が隠されており、対戦者同士はその半分の13個ずつのディフェンド・スーツを相手より早く自分の体に装着させ、いかに相手の技を封じるかが勝敗のポイントとなる。キン肉星王位争奪サバイバル・マッチ決勝のキン肉マン対サタンクロスの試合で行われた。
ジャングル・ビッグ・ジム摩天楼デス・マッチ
高く組み上がったジャングル・ジムの上で闘う試合形式。ジャングル・ジムの下には釘板が敷き詰められており、相手を叩き落せば決着となる。キン肉星王位争奪サバイバル・マッチ決勝のラーメンマン対プリズマンの試合で行われた。なお、ジャングル・ジムの頂上部には円錐状の回転ゴンドラが備え付けられているが、偶然にもピラミッドの形を基調を作られているために宇宙エネルギーを貯蔵し不思議な現象を起こす。このゴンドラはプリズマンの技である血風観覧車のためだけに回転するようにできている。
イリミネーション・ルーレット・マッチ
リングロープに無数の糸を結び付けた状態で闘う試合形式。運命の糸（ルーレット・ストリング）と呼ばれる糸がリングの真上にあるたいまつの上に垂れ下がっている超人預言書のページと直結しており、闘いの衝撃で糸が切断されるごとにページが一枚ずつたいまつの中にくべられ、そのページに記された超人が次々に消えていき、最後に残った超人のチームの勝利となる。自分の運命を左右する糸を選び出し、いかに切断させないかを考えながら戦う様がロシアンルーレットを思い起こさせることからフェニックスにより命名された。キン肉星王位争奪サバイバル・マッチ決勝のキン肉マンチーム対知性チームの試合で行われた。
モチーフは当時新日本プロレスで流行っていた、5対5の闘いで負けた選手から順番に退場していくというイリミネーションマッチ。

### 超人が使用する技
プロレス技を基本とするが、人間を超えた能力を持つ超人により放たれるため、その破壊力はすさまじいものがある。
個々の技についてはキン肉マンの技一覧を参照。

## 書誌情報

### ジャンプ・コミックス版
本編は1980年から1988年の8年間で全36巻。2010年には、各誌で発表された読切などをまとめた37巻が、22年ぶりに発行された。2011年11月からは続編シリーズを連載開始。新刊は週刊少年ジャンプ（集英社）時代と同じジャンプ・コミックスから発売となり、巻数も38巻から開始している。
旧シリーズの1 - 36巻は長らく絶版状態だったが、2013年6月に新装版となって再版された。新装版は表紙をオリジナル版の構図をそのままにセルフリメイクとして描き下ろし、1 - 10巻の装丁デザインも11巻以降と同一となった。
- ゆでたまご 『キン肉マン』 集英社〈ジャンプ・コミックス〉、既刊88巻（2025年4月4日現在）
  1. 「キン肉星を救え! の巻」1980年2月15日発行、ISBN 4-08-851131-X
    - 新装版（2013年6月6日発売[76]）、ISBN 978-4-08-870725-9

  2. 「プロレス大決戦の巻」1980年5月15日発行、ISBN 4-08-851132-8
    - 新装版（2013年6月6日発売[77]）、ISBN 978-4-08-870726-6

  3. 「日本代表になりた〜〜いの巻」1980年7月15日発行、ISBN 4-08-851133-6
    - 新装版（2013年6月6日発売[78]）、ISBN 978-4-08-870727-3

  4. 「超人オリンピック決勝の巻」1980年9月15日発行、ISBN 4-08-851134-4
    - 新装版（2013年6月6日発売[79]）、ISBN 978-4-08-870728-0

  5. 「アメリカ超人界の全容の巻」1980年12月15日発行、ISBN 4-08-851135-2
    - 新装版（2013年6月6日発売[80]）、ISBN 978-4-08-870729-7

  6. 「タッグの鉄則の巻」1981年4月15日発行、ISBN 4-08-851136-0
    - 新装版（2013年6月6日発売[81]）、ISBN 978-4-08-870730-3

  7. 「ライバルは日本にいたの巻」1981年9月15日発行、ISBN 4-08-851137-9
    - 新装版（2013年6月6日発売[82]）、ISBN 978-4-08-870731-0

  8. 「魔性のリング!! の巻」1982年2月15日発行、ISBN 4-08-851138-7
    - 新装版（2013年6月6日発売[83]）、ISBN 978-4-08-870732-7

  9. 「幻の秘密兵器!! の巻」1982年7月15日発行、|ISBN 4-08-851139-5
    - 新装版（2013年6月6日発売[84]）、ISBN 978-4-08-870733-4

  10. 「地獄から来た7人の巻」1982年10月15日発行、ISBN 4-08-851140-9
    - 新装版（2013年6月6日発売[85]）、ISBN 978-4-08-870734-1

  11. 「水中大決戦の巻」1983年2月15日発行、ISBN 4-08-851141-7
    - 新装版（2013年6月6日発売[86]）、ISBN 978-4-08-870735-8

  12. 「のこり一日!! の巻」1983年6月15日発行、ISBN 4-08-851142-5
    - 新装版（2013年6月6日発売[87]）、ISBN 978-4-08-870736-5

  13. 「伝説のマスク!! の巻」1983年9月15日発行、ISBN 4-08-851143-3
    - 新装版（2013年6月6日発売[88]）、ISBN 978-4-08-870737-2

  14. 「驚異のリング!! の巻」1983年12月15日発行、ISBN 4-08-851144-1
    - 新装版（2013年6月6日発売[89]）、ISBN 978-4-08-870738-9

  15. 「ジェロニモ絶体絶命! の巻」1984年3月15日発行、ISBN 4-08-851145-X
    - 新装版（2013年6月6日発売[90]）、ISBN 978-4-08-870739-6

  16. 「不沈! 悪魔将軍!! の巻」1984年6月15日発行、ISBN 4-08-851146-8
    - 新装版（2013年6月6日発売[91]）、ISBN 978-4-08-870740-2

  17. 「死闘のかなた…!! の巻」1984年9月15日発行、ISBN 4-08-851147-6
    - 新装版（2013年6月6日発売[92]）、ISBN 978-4-08-870741-9

  18. 「第4勢力の正体!! の巻」1984年12月15日発行、ISBN 4-08-851148-4
    - 新装版（2013年6月6日発売[93]）、ISBN 978-4-08-870742-6

  19. 「2代目グレート誕生!! の巻」1985年2月15日発行、ISBN 4-08-851149-2
    - 新装版（2013年6月6日発売[94]）、ISBN 978-4-08-870743-3

  20. 「悪魔の涙!! の巻」1985年4月15日発行、ISBN 4-08-851150-6
    - 新装版（2013年6月6日発売[95]）、ISBN 978-4-08-870744-0

  21. 「死を賭した友情!! の巻」1985年7月15日発行、ISBN 4-08-851801-2
    - 新装版（2013年6月6日発売[96]）、ISBN 978-4-08-870745-7

  22. 「復活!! マシンガンズの巻」1985年9月15日発行、ISBN 4-08-851802-0
    - 新装版（2013年6月6日発売[97]）、ISBN 978-4-08-870746-4

  23. 「栄光のトロフィー!! の巻」1985年12月15日発行、ISBN 4-08-851803-9
    - 新装版（2013年6月6日発売[98]）、ISBN 978-4-08-870747-1

  24. 「戴冠式の異変!! の巻」1986年2月15日発行、ISBN 4-08-851804-7
    - 新装版（2013年6月6日発売[99]）、ISBN 978-4-08-870748-8

  25. 「涙の超人墓場!! の巻」1986年4月15日発行、ISBN 4-08-851805-5
    - 新装版（2013年6月6日発売[100]）、ISBN 978-4-08-870749-5

  26. 「地獄からの生還の巻」1986年6月15日発行、ISBN 4-08-851806-3
    - 新装版（2013年6月6日発売[101]）、ISBN 978-4-08-870750-1

  27. 「無言の友情!! の巻」1986年8月15日発行、ISBN 4-08-851807-1
    - 新装版（2013年6月6日発売[102]）、ISBN 978-4-08-870751-8

  28. 「恐るべき予言! の巻」1986年10月15日発行、ISBN 4-08-851808-X
    - 新装版（2013年6月6日発売[103]）、ISBN 978-4-08-870752-5

  29. 「幻の必殺技! の巻」1986年12月10日発行、ISBN 4-08-851809-8
    - 新装版（2013年6月6日発売[104]）、ISBN 978-4-08-870753-2

  30. 「真・友情パワー!! の巻」1987年2月15日発行、ISBN 4-08-851810-1
    - 新装版（2013年6月6日発売[105]）、ISBN 978-4-08-870754-9

  31. 「悪魔の棲むリング! の巻」1987年4月15日発行、ISBN 4-08-851811-X
    - 新装版（2013年6月6日発売[106]）、ISBN 978-4-08-870755-6

  32. 「血の伝説!! の巻」1987年6月15日発行、ISBN 4-08-851812-8
    - 新装版（2013年6月6日発売[107]）、ISBN 978-4-08-870756-3

  33. 「謎の超人ハンター!! の巻」1987年8月15日発行、ISBN 4-08-851813-6
    - 新装版（2013年6月6日発売[108]）、ISBN 978-4-08-870757-0

  34. 「サムライ見参!! の巻」1987年10月15日発行、ISBN 4-08-851814-4
    - 新装版（2013年6月6日発売[109]）、ISBN 978-4-08-870758-7

  35. 「めざせ大阪城! の巻」1987年12月9日発行、ISBN 4-08-851815-2
    - 新装版（2013年6月6日発売[110]）、ISBN 978-4-08-870759-4

  36. 「キン肉マンよ永遠に…! の巻」1988年3月15日発行、ISBN 4-08-851816-0
    - 新装版（2013年6月6日発売[111]）、ISBN 978-4-08-870760-0

  37. 「マッスル・リターンズ の巻」2010年1月29日発売[112]、ISBN 978-4-08-874833-7
  38. 「"完璧・無量大数軍"、襲来!! の巻」2012年4月4日発売[113]、ISBN 978-4-08-870448-7
  39. 「強襲!悪魔超人軍!! の巻」2012年6月4日発売[114]、ISBN 978-4-08-870567-5
  40. 「衝突!超人たちのイデオロギー!! の巻」2012年9月4日発売[115]、ISBN 978-4-08-870579-8
  41. 「復活!アイドル超人軍!! の巻」2012年12月4日発売[116]、ISBN 978-4-08-870699-3
  42. 「誇り高き"超人拳法"!! の巻」2013年3月4日発売[117]、ISBN 978-4-08-870722-8
  43. 「四次元からの声!! の巻」2013年7月1日発売[118]、ISBN 978-4-08-870870-6
  44. 「"超人師弟"、復活!! の巻」2013年10月4日発売[119]、ISBN 978-4-08-870882-9
  45. 「パロ・スペシャルの真価!! の巻」2014年1月4日発売[120]、ISBN 978-4-08-880093-6
  46. 「超人墓場の掟!! の巻」2014年4月4日発売[121]、ISBN 978-4-08-880122-3
  47. 「超人閻魔の正体!! の巻」2014年7月4日発売[122]、ISBN 978-4-08-880244-2
  48. 「完璧超人繁栄の証!! の巻」2014年10月3日発売[123]、ISBN 978-4-08-880251-0
  49. 「ザ・ニンジャと血盟軍魂!! の巻」2014年12月29日発売[124]、ISBN 978-4-08-880379-1
  50. 「アシュラマンの"秘策"!! の巻、2015年4月3日発売[125]、ISBN 978-4-08-880406-4
  51. 「"許されざる世界樹"決戦、開幕!! の巻」2015年7月3日発売[126]、ISBN 978-4-08-880528-3
  52. 「ロングホーンVSエルクホルン!! の巻」2015年10月3日発売[127]、ISBN 978-4-08-880545-0
  53. 「闘将!ラーメンマン!! の巻」2016年1月4日発売[128]、ISBN 978-4-08-880693-8
  54. 「テリーの左足!! の巻」2016年4月4日発売[129]、ISBN 978-4-08-880694-5
  55. 「始祖VS始祖!! の巻」2016年7月4日発売[130]、ISBN 978-4-08-880747-8
  56. 「血みどろの慈悲!! の巻」2016年8月4日発売[131]、ISBN 978-4-08-880772-0
  57. 「甲子園決戦!! の巻」2016年12月2日発売[132]、ISBN 978-4-08-880820-8
  58. 「キン肉大王としての矜持! の巻」2017年3月3日発売[133]、ISBN 978-4-08-881044-7
  59. 「頂上決戦、開幕!! の巻」2017年6月7日発売[134]、ISBN 978-4-08-881119-2
  60. 「完璧超人始祖よ、永遠に! の巻」2017年9月4日発売[135]、ISBN 978-4-08-881263-2
  61. 「破滅の6本槍!! の巻」2017年12月29日発売[136]、ISBN 978-4-08-881313-4
  62. 「紅く燃ゆる楓（カナディアンマン）!! の巻」2018年3月2日発売[137]、ISBN 978-4-08-881376-9
  63. 「ゼイ肉マンとフンドシ野郎!! の巻」2018年6月4日発売[138]、ISBN 978-4-08-881423-0
  64. 「五大城決戦、開幕!! の巻」2018年9月4日発売[139]、ISBN 978-4-08-881615-9
  65. 「劣等王子の雪辱!! の巻」2018年12月4日発売[140]、ISBN 978-4-08-881691-3
  66. 「黒ゼブラの実力!! の巻」2019年3月4日発売[141]、ISBN 978-4-08-881779-8
  67. 「希望のクソ力!! の巻」2019年5月2日発売[142]、ISBN 978-4-08-881855-9
  68. 「終末の奥義!! の巻」2019年6月17日発売[143]、ISBN 978-4-08-881848-1
  69. 「その男、厚情につき!! の巻」2019年11月29日発売[144]、ISBN 978-4-08-882118-4
  70. 「業火のスープレックス!! の巻」2020年3月4日発売[145]、ISBN 978-4-08-882271-6
  71. 「降臨! 大魔王サタン!! の巻」2020年6月4日発売[146]、ISBN 978-4-08-882341-6
  72. 「超人と"オメガの未来"!! の巻」2020年9月4日発売[147]、ISBN 978-4-08-882414-7
  73. 「開幕!超人VS超神!! の巻」2021年1月4日発売[148]、ISBN 978-4-08-882499-4
  74. 「エジプトにかかる虹!! の巻」2021年4月2日発売[149]、ISBN 978-4-08-882621-9
  75. 「実力伯仲!牙VS角!! の巻」2021年7月2日発売[150]、ISBN 978-4-08-882727-8
  76. 「バベルの塔への資格!! の巻」2021年10月4日発売[151]、ISBN 978-4-08-882814-5
  77. 「リアル・ディールズ（真の男たち）の"調和"!! の巻」2022年1月4日発売[152]、ISBN 978-4-08-882894-7
  78. 「ネプチューンマンという男!! の巻」2022年4月4日発売[153]、ISBN 978-4-08-883094-0
  79. 「火事場のパロ・スペシャル!! の巻」2022年8月4日発売[154]、ISBN 978-4-08-883216-6
  80. 「友情色の美砂!! の巻」2022年11月4日発売[155]、ISBN 978-4-08-883308-8
  81. 「獲物は逃がすな!! の巻」2023年3月17日発売[156]、ISBN 978-4-08-883383-5
  82. 「最強神！調和の神!! の巻」2023年6月2日発売[157]、ISBN 978-4-08-883625-6
  83. 「下天せしは"刻の神"!! の巻」2023年9月29日発売[158]、ISBN 978-4-08-883647-8
  84. 「新生ゼブラの大パンチ!! の巻」2024年3月29日発売[159]、ISBN 978-4-08-883730-7
  85. 「"五大刻"の狙い!! の巻」2024年7月4日発売[160]、ISBN 978-4-08-884197-7
  86. 「キン骨マンの贈り物!! の巻」2024年10月4日発売[161]、ISBN 978-4-08-884308-7
  87. 「超人強度1億パワー!! の巻」2025年1月4日発売[162]、ISBN 978-4-08-884439-8
  88. 「世界同時"五大刻"決戦、開幕!! の巻」2025年4月4日発売[163]、ISBN 978-4-08-884482-4

### ジャンプコミックスセレクション版
本編では名古屋・姫路両城の合体と技巧チーム戦決着が同じ21巻に収録されている関係上、ジャンプ・コミックス版28巻の巻末付録も同巻に収録され、超人たちのコメントの内容が一部差し替えられている。
- ゆでたまご 『キン肉マン』 ホーム社〈ジャンプコミックスセレクション〉、全26巻
  1. 「キン肉星を救え! の巻」1994年7月発行、ISBN 4-8342-1351-X
  2. 「ジャパニーズ・ドリームの巻」1994年8月発行、ISBN 4-8342-1352-8
  3. 「超人オリンピック決勝の巻」1994年9月発行、ISBN 4-8342-1353-6
  4. 「ロビンの秘密の巻」1994年10月発行、ISBN 4-8342-1354-4
  5. 「七人の超人の巻」1994年11月発行、ISBN 4-8342-1355-2
  6. 「コンピューター超人の巻」1994年12月発行、ISBN 4-8342-1356-0
  7. 「裂けたミート!! の巻」1995年1月発行、ISBN 4-8342-1357-9
  8. 「超人強度!! の巻」1995年2月発行、ISBN 4-8342-1358-7
  9. 「完全無血超人の巻」1995年3月発行、ISBN 4-8342-1359-5
  10. 「悪魔騎士出現!! の巻」1995年4月発行、ISBN 4-8342-1360-9
  11. 「超人の使命の巻」1995年5月発行、ISBN 4-8342-1361-7
  12. 「不滅の魂!! の巻」1995年6月発行、ISBN 4-8342-1362-5
  13. 「運命のゴング!!の巻」1995年7月発行、ISBN 4-8342-1363-3
  14. 「友情復活!!の巻」1995年8月発行、ISBN 4-8342-1364-1
  15. 「傷だらけの最終決戦!! の巻」1995年9月発行、ISBN 4-8342-1365-X
  16. 「覆面狩り予告!! の巻」1995年10月発行、ISBN 4-8342-1366-8
  17. 「栄光のトロフィー!! の巻」1995年11月発行、ISBN 4-8342-1367-6
  18. 「城取り合戦!! の巻」1995年12月発行、ISBN 4-8342-1368-4
  19. 「ソルジャー登場の巻」1996年1月発行、ISBN 4-8342-1369-2
  20. 「友情の方程式の巻」1996年2月発行、ISBN 4-8342-1370-6
  21. 「格闘城燃ゆ! の巻」1996年3月発行、ISBN 4-8342-1371-4
  22. 「友情の赤いハチマキ! の巻」1996年4月発行、ISBN 4-8342-1372-2
  23. 「完成!夢のスペシャル・ホールド!! の巻」1994年7月発行、ISBN 4-8342-1373-0
  24. 「逆転のおたけび!! の巻」1994年7月発行、ISBN 4-8342-1374-9
  25. 「友情の足音!! の巻」1994年7月発行、ISBN 4-8342-1375-7
  26. 「甦れ! 火事場のクソ力の巻」1994年7月発行、ISBN 4-8342-1376-5

### 集英社コミック文庫
1巻あたりにつきジャンプ・コミックス版のほぼ2巻分を（多少の誤差はあるものの）まとめたような構成。
- ゆでたまご 『キン肉マン』 集英社〈集英社コミック文庫〉、全18巻
  1. 1999年1月14日発売[164]、ISBN 4-08-617432-4
  2. 1999年1月14日発売[165]、ISBN 4-08-617433-2
  3. 1999年3月18日発売[166]、ISBN 4-08-617434-0
  4. 1999年3月18日発売[167]、ISBN 4-08-617435-9
  5. 1999年4月16日発売[168]、ISBN 4-08-617436-7
  6. 1999年4月16日発売[169]、ISBN 4-08-617437-5
  7. 1999年5月18日発売[170]、ISBN 4-08-617438-3
  8. 1999年5月18日発売[171]、ISBN 4-08-617439-1
  9. 1999年7月16日発売[172]、ISBN 4-08-617440-5
  10. 1999年7月16日発売[173]、ISBN 4-08-617441-3
  11. 1999年8月11日発売[174]、ISBN 4-08-617442-1
  12. 1999年8月11日発売[175]、ISBN 4-08-617443-X
  13. 1999年9月17日発売[176]、ISBN 4-08-617444-8
  14. 1999年9月17日発売[177]、ISBN 4-08-617445-6
  15. 1999年10月15日発売[178]、ISBN 4-08-617446-4
  16. 1999年10月15日発売[179]、ISBN 4-08-617447-2
  17. 1999年11月18日発売[180]、ISBN 4-08-617448-0
  18. 1999年11月18日発売[181]、ISBN 4-08-617449-9

### 総集編
集英社リミックス版
- ゆでたまご 『キン肉マン』 集英社〈集英社リミックス〉、全35巻
  1. 「7人の悪魔超人編 (1)」2001年3月発行、ISBN 4-08-106006-1
  2. 「7人の悪魔超人編 (2)」2001年4月発行、ISBN 4-08-106012-6
  3. 「7人の悪魔超人編 (3)」2001年4月発行、ISBN 4-08-106018-5
  4. 「7人の悪魔超人編 (4)」2001年4月発行、ISBN 4-08-106024-X
  5. 「黄金のマスク編 (1)」、ISBN 4-08-106135-1
  6. 「黄金のマスク編 (2)」、ISBN 4-08-106141-6
  7. 「黄金のマスク編 (3)」、ISBN 4-08-106148-3
  8. 「黄金のマスク編 (4)」、ISBN 4-08-106156-4
  9. 「黄金のマスク編 (5)」、ISBN 4-08-106163-7
  10. 「超人オリンピック ザ・ビッグファイト編 (1)」、ISBN 4-08-106229-3
  11. 「超人オリンピック ザ・ビッグファイト編 (2)」、ISBN 4-08-106237-4
  12. 「超人オリンピック ザ・ビッグファイト編 (3)」、ISBN 4-08-106247-1
  13. 「名勝負スペシャル (1) 〜栄光への道編〜」、ISBNは不明。
  14. 「名勝負スペシャル (2) 〜友と師と…編〜」、ISBN 4-08-908007-X
  15. 「名勝負スペシャル (3) 〜正義超人賛歌編〜」、ISBN 4-08-908008-8
  16. 「夢の超人タッグ編 (1)」、ISBN 4-08-106480-6
  17. 「夢の超人タッグ編 (2)」、ISBN 4-08-106491-1|
  18. 「夢の超人タッグ編 (3)」、ISBN 4-08-106502-0
  19. 「夢の超人タッグ編 (4)」、ISBN 4-08-106545-4
  20. 「夢の超人タッグ編 (5)」、ISBN 4-08-106564-0
  21. 「夢の超人タッグ編 (6)」、ISBN 4-08-106578-0
  22. 「夢の超人タッグ編 (7)」、ISBN 4-08-106588-8
  23. 「キン肉星王位争奪編 (1)」、ISBN 4-08-106639-6
  24. 「キン肉星王位争奪編 (2)」、ISBN 4-08-106649-3
  25. 「キン肉星王位争奪編 (3)」、ISBN 4-08-106661-2
  26. 「キン肉星王位争奪編 (4)」、ISBN 4-08-106669-8
  27. 「キン肉星王位争奪編 (5)」、ISBN 4-08-106679-5
  28. 「キン肉星王位争奪編 (6)」、ISBN 4-08-106736-8
  29. 「キン肉星王位争奪編 (7)」、ISBN 4-08-106744-9
  30. 「キン肉星王位争奪編 (8)」、ISBN 4-08-106749-X
  31. 「キン肉星王位争奪編 (9)」、ISBN 4-08-106759-7
  32. 「キン肉星王位争奪編 (10)」、ISBN 4-08-106765-1
  33. 「キン肉星王位争奪編 (11)」、ISBN 4-08-106783-X
  34. 「キン肉星王位争奪編 (12)」、ISBN 4-08-106791-0
  35. 「キン肉星王位争奪編 (13)」、ISBN 4-08-106799-6

集英社ジャンプリミックス版（ワイド版）
- ゆでたまご 『キン肉マン』 集英社〈集英社ジャンプリミックス〉、全16巻
  1. 「第1回超人オリンピック編」、ISBN 4-08-106898-4
  2. 「アメリカ遠征編」、ISBN 4-08-109007-6
  3. 「第2回超人オリンピック編」、ISBN 4-08-109016-5
  4. 「7人の悪魔超人編 1」、ISBN 4-08-109025-4
  5. 「7人の悪魔超人編 2」、ISBN 4-08-109034-3
  6. 「悪魔将軍!! 白銀仮面編」、ISBN 4-08-109193-5
  7. 「悪魔将軍!! 黄金仮面編」、ISBN 4-08-109201-X
  8. 「夢の超人タッグ1 誕生! キン肉マングレート!! 編」、ISBN 4-08-109252-4
  9. 「夢の超人タッグ2 戦慄の覆面（マスク）狩り!! 編」、ISBN 4-08-109261-3
  10. 「夢の超人タッグ3 決着!! 栄光のトロフィー編」、ISBN 4-08-109270-2
  11. 「キン肉星王位争奪編1 運命の5王子編」、ISBN 4-08-109295-8
  12. 「キン肉星王位争奪編2 ソルジャー登場&ゼブラ決着編」、ISBN 4-08-109305-9
  13. 「キン肉星王位争奪編3 壮絶死闘! 超人血盟軍編」、ISBN 4-08-109314-8
  14. 「キン肉星王位争奪編4 3つの必殺技編」、ISBN 4-08-109323-7
  15. 「キン肉星王位争奪戦5 最強助っ人サムライの美学! 編」、ISBN 978-4-08-109331-1
  16. 「キン肉星王位争奪戦6 大団円! キン肉大王即位編」、ISBN 978-4-08-109341-0

コミックアイズ増刊号
- キン肉マン 名勝負総集編1 蘇る超人格闘伝説
- キン肉マン 名勝負総集編2 不滅の超人激烈バトル
- キン肉マン 名勝負総集編3 最強伝説バッファローマン
- キン肉マン 名勝負総集編4 炸裂!!キン肉ドライバー

## 派生漫画作品
読み切りについてはゆでたまごの読み切り作品一覧も参照。以下、太字は長編。
- キン肉マン オカマラスの巻（1978年、週刊少年ジャンプ1979年2号）
  - 赤塚賞準入選作。詳細は下記参照。
- キン肉マン エラギネスの巻（1979年、週刊少年ジャンプ1979年14号）
  - 上記2作品とも、連載前に掲載された読み切り。キン肉マンの設定が異なり、ウルトラの父の愛人の子で、ウルトラ兄弟の腹違いの末弟とされている。後の『キン肉マン 特盛』に収録された際は、ウルトラシリーズの公式設定とは異なることと、円谷プロダクションの許可を得て収録した旨が明記された[182]。
- キン肉マン キン肉フラッシュの巻（1981年、週刊少年ジャンプ1981年9月30日増刊号『キン肉マン 熱闘スペシャル』/『Dr.スランプSpecial 1981★9/30少年ジャンプ特別編集』、集英社）
  - キン肉マンの誕生と母星・キン肉星での小学校時代を描く作品で、本編とは設定が異なる。
- 闘将!!拉麵男（1982年 - 1989年、フレッシュジャンプ）
  - 作品中に登場するラーメンマンが主人公を凌ぐ人気を持ったため、製作されたスピンオフ作品。帝政下の中国が舞台であるため、本作のラーメンマンとは別人。
- キン肉マン スペシャル編 ロビン・メモ!!の巻（1984年、週刊少年ジャンプ特別編集編『キン肉マン 熱闘スペシャル』）
  - 4色カラー8Pの短編で、劇場版アニメ『キン肉マン 逆襲!宇宙かくれ超人』（1985年）の原型となった。
- SCRAP三太夫（1989年、週刊少年ジャンプ）
  - 近未来が舞台のサイバーポリス格闘ギャグ漫画。作品終盤にウォーズマンが登場し、『キン肉マン』と世界観を共有していることが判明した。
- マッスル・リターンズ（1996年、格闘エース、角川書店）ISBN 4-04-713191-1
  - 『キン肉マン』から5年後の世界を描いた読み切り。『キン肉マンII世』の連載に繋がる作品だが、ミートが青年となって登場するなど設定が若干異なっている。後に出たコンビニコミックスなどに収録された際は、『キン肉マンII世』の設定に近くなるよう描き直しがなされた。ジャンプ・コミックス第37巻にも収録。
- キン肉マンII世（1998年 - 2011年、週刊プレイボーイ、集英社）
  - キン肉マンの息子、キン肉万太郎が活躍する。テリーマンの息子のテリー・ザ・キッドや、ロビンマスクの息子ケビンマスクも登場。2004年より第二部『キン肉マンII世 究極の超人タッグ編』へ移行。
- キン肉マンII世 特別編 キン肉マンVSテリーマン（2000年、週刊プレイボーイ）
  - 『キン肉マンII世』の連載枠で描かれたスピンオフ。後に『キン肉マン』ジャンプ・コミックス37巻に収録。
- キン肉マンII世〜オール超人大進撃〜（2001年 - 2007年、Vジャンプ、集英社）
  - 『キン肉マンII世』をアニメ視聴者層である幼年層に向けてアレンジした作品で、細部の展開が異なる。
- キン肉マンII世 特別編 〜倫敦の若大将!〜（2004年、週刊プレイボーイ30号 - 47号）
  - 『キン肉マンII世』の連載枠で第一部から第二部『キン肉マンII世 究極の超人タッグ編』へ移行する間に描かれたスピンオフ。ロビンマスクの若かりし頃を描くストーリー。
- こちら葛飾区亀有公園前派出所×キン肉マン 正義超人亀有大集結!!の巻（2006年、こちら葛飾区亀有公園前派出所30周年記念本『超こち亀』、集英社）
  - 2006年に連載30周年を迎えた『こちら葛飾区亀有公園前派出所』とのコラボレーション漫画。秋本治・アトリエびーだま×ゆでたまご名義。
- 40周年記念伝説英雄特別読切 キン肉マン キン肉マンの結婚式!!の巻（2008年、週刊少年ジャンプ29号）
  - 『週刊少年ジャンプ』40周年記念企画の一環として掲載。キン肉星王位争奪サバイバル・マッチから半年後を舞台にしている。生誕29周年記念出版『肉萬〜キン肉マン萬之書〜』に収録。
- キン肉マン ウォーズマンビギンズ 仮面の告白!の巻（2008年）
  - 生誕29周年記念出版『肉萬〜キン肉マン萬之書〜』掲載、描き下ろし読切。2010年刊行のジャンプ・コミックス第37巻に収録されるにあたって、8Pの加筆がなされている。
- キン肉マンII世スピンオフ テリー・ザ・キッドの夜明け（2009年、漫'sプレイボーイ、集英社）
  - 『キン肉マンII世』のテリー・ザ・キッドを主役とするスピンオフ。
- キン肉マン ザ・マシンガンズ 空白の三日間 （2011年、週プレNEWS 10月10日 - 10月17日、集英社）
  - 『キン肉マンII世 究極の超人タッグ編』終了後に前後編読切を配信。WSAタッグ選手権直前のサ・マシンガンズ結成のエピソード。
- キン肉マン外伝 ベンキマン〜失われたインカの記憶〜（2013年、週刊プレイボーイ43号・週プレNEWS 10月21日 - 10月27日）
  - 超人総選挙2013で第29位（ニク）を獲得したベンキマンの読切掲載。週プレNEWSでは前後編に分けて配信。
- キン肉マン〜超人血盟軍、結成秘話〜（2013年、ジャンプスクエア12月号、集英社）
  - 『ジャンプスクエア』創刊6周年記念にちなみ、超人総選挙2013で第6位を獲得したアシュラマンをメインに据えつつ、メンバー全員が総選挙で10位以内にランクインした超人血盟軍をテーマにした読切[183]。
- キン肉マン 〜奇跡の救世主伝説の巻〜（2014年、グランドジャンプPREMIUM5月号、集英社）
  - 『グランドジャンプPREMIUM』新装刊として特別読切掲載。
- キン肉マン ラーメンマンとブロッケンJr. 〜恩讐の彼方に〜（2014年）
  - 短編集『キン肉マン 読切傑作選2011-2014』の描き下ろし作品。
- キン肉マン超人列伝 ウルフマンの巻 -土俵上の士-（2015年、グランドジャンプ3号・週プレNEWS 2月16日 - 3月1日、集英社）
  - ウルフマンの引退式を描いた読切。週プレNEWSには前後編に分けて掲載。
- キン肉マン超人列伝 カレクック -愛と怒りの聖人-の巻（2016年、グランドジャンプ21号・週プレNEWS 11月7日 - 20日）
  - カレクックが残虐超人になるまでを描いた読切。グランドジャンプ5周年記念読切シリーズ第1弾。週プレNEWSには前後編に分けて掲載。
- キン肉マン 特別読切 さよなら、キン肉マン!!の巻（2019年、週刊少年ジャンプ29号）
  - 40周年記念特別読切。引退宣言をするキン肉マンに納得がいかないロビンマスクが挑む。
- キン肉マン 40年前、アメリカからきた男の巻（2019年、キン肉マンジャンプ Vol.3、集英社）
  - キン肉マンとテリーマンが初めて出会ったエピソード「アメリカからきた男の巻」をリメイクした作品。
- 闘将!!拉麵男 石材の心の巻（2021年、グランドジャンプ18号）
  - 『闘将!!拉麵男』連載終了から32年ぶりの新作読切。
- キン肉マン キン肉バスター誕生秘話!!の巻（2023年、キン肉マンジャンプ Vol.4）
  - キン肉マンがキン肉バスターを初披露するまでを描いた読切。
- キン肉マン ディープオブマッスル!!特別編 ステカセキング&スニゲーター外伝 悪魔の変身講座“TRANSFORM METHOD”!!の巻（2023年、週刊プレイボーイ44号 - 49号・週プレNEWS 10月16日 - 11月13日）
  - 『キン肉マン』連載枠で描かれたスピンオフ。原作担当の嶋田隆司が入院し休載となったことから、小説『ディープオブマッスル!!』を原作として描かれた。

| 書籍・単行本名                           | 初版発行日     | ISBN              | 収録内容（発表順） |
| ---------------------------------------- | -------------- | ----------------- | --- |
| キン肉マン熱闘スペシャル                 | 1984年8月25日  | 雑誌29936-8/25    | - オカマラスの巻 - キン肉フラッシュの巻 - ロビン・メモ!!の巻 |
| キン肉マン 闘将!!拉麵男 超人大名鑑       | 1985年7月15日  | 978-4-08-858125-5 | - オカマラスの巻 - キン肉フラッシュの巻 |
| お〜い!!マンガだよ〜ん ゆでたまご短編集1 | 1989年5月1日   | 978-4-08-871269-7 | - ロビン・メモ!!の巻 |
| マッスル・リターンズ                     | 1997年7月10日  | 978-4-04-713191-0 | - キン肉フラッシュの巻 - ロビン・メモ!!の巻 - マッスル・リターンズ                                                                                                |
| キン肉マン 特盛                          | 1999年8月24日  | 978-4-8342-1679-0 | - オカマラスの巻 - エラギネスの巻 - キン肉フラッシュの巻 |
| キン肉マンII世 9巻                       | 2000年6月24日  | 978-4-08-857374-8 | - キン肉マンVSテリーマン |
| 闘将!!ゆでたまご                         | 2004年9月13日  | 978-4-08-106729-9 | - マッスル・リターンズ |
| キン肉マン 第1回超人オリンピック編       | 2005年7月9日   | 978-4-08-106898-2 | - オカマラスの巻 - エラギネスの巻 |
| キン肉マン 第2回超人オリンピック編       | 2005年8月6日   | 978-4-08-109016-7 | - キン肉フラッシュの巻 |
| キン肉マンII世 29巻                      | 2005年8月19日  | 978-4-08-857450-9 | - 倫敦の若大将! |
| 超こち亀                                 | 2006年9月15日  | 978-4-08-874096-6 | - 正義超人亀有大集結!!の巻 |
| 肉萬〜キン肉マン萬之書〜                 | 2008年8月29日  | 978-4-08-908081-8 | - キン肉マンの結婚式!!の巻 - ウォーズマンビギンズ 仮面の告白!の巻                                                                                                 |
| キン肉マン ダメ超人VS怪獣激闘編          | 2009年6月6日   | 978-4-08-109777-7 | - マッスル・リターンズ |
| キン肉マンII世 文庫本7巻                 | 2009年12月15日 | 978-4-08-619044-2 | - キン肉マンVSテリーマン |
| キン肉マン 37巻                          | 2010年1月29日  | 978-4-08-874833-7 | - マッスル・リターンズ - キン肉マンVSテリーマン - キン肉マンの結婚式!!の巻 - ウォーズマンビギンズ 仮面の告白!の巻                                                 |
| キン肉マンII世 文庫本21巻                | 2011年1月18日  | 978-4-08-619104-3 | - 倫敦の若大将! |
| キン肉マン 読切傑作選 2011-2014          | 2014年8月29日  | 978-4-08-880250-3 | - ザ・マシンガンズ 空白の三日間 - ベンキマン〜失われたインカの記憶〜 - 超人血盟軍、結成秘話 - 奇跡の救世主伝説の巻 - ラーメンマンとブロッケンJr. 〜恩讐の彼方に〜 |
| キン肉マンジャンプ Vol.3                 | 2019年11月29日 | 978-4-08-102402-5 | - 40年前、アメリカからきた男の巻 |
| キン肉マンジャンプ Vol.4                 | 2023年3月17日  | 978-4-08-102418-6 | - キン肉バスター誕生秘話!!の巻 |
| キン肉マン 読切傑作選 2015-2023          | 2025年4月4日   | 978-4-08-884543-2 | - ウルフマンの巻 -土俵上の士- - カレクック -愛と怒りの聖人-の巻 - さよなら、キン肉マン!!の巻 - 40年前、アメリカからきた男の巻 - キン肉バスター誕生秘話!!の巻      |
| 書籍・単行本未収録作品                   | -              | -                 | - キン肉マンII世 テリー・ザ・キッドの夜明け - 闘将!!拉麵男 石材の心の巻 - ディープオブマッスル!! 悪魔の変身講座!!の巻                                             |

### ゆでたまご以外による派生漫画作品
『キン肉マン』トリビュート 秋のマッスル4コマ祭り開催!!
『週刊プレイボーイ』2007年11月5日号に掲載。
『キン肉マン』トリビュート!! 祝30周年!! 真夏の肉4コマ祭り
『週刊プレイボーイ』2008年8月17日号に掲載。
いずれも小栗かずまたや小川雅史など複数の作家によるトリビュート作品。後述の『キン肉マンレディー』の原型もある。
キン肉マンレディー
作画：小川雅史
- 週刊プレイボーイ版

『キン肉マンII世』休載の際、上記の「『キン肉マン』トリビュート 秋のマッスル4コマ祭り開催!!」に載せられた作品。キン肉マンたちが朝起きたら女性化していたことから物語は始まり、後述の『ウルトラジャンプエッグ』版とは若干設定が異なる
- ウルトラジャンプエッグ版

2008年から連載開始。キン肉マン生誕29周年記念、原作者公認スピンオフ作品。ミート以外の超人たちが女性化したパラレルワールドが舞台。Webコミック『ウルトラジャンプエッグ』および『ウルトラジャンプ』公式サイトで連載された。『ウルトラジャンプ』2008年9月号にも1&2話掲載。
THE超人様
作画：石原まこちん
2017年から『週プレNEWS』で連載開始。ファミレスを舞台にカナディアンマン、スペシャルマン、プリプリマンの3人が雑談する様子を描いたスピンオフギャグ漫画。石原は2015年に開催された『キン肉マン』のコンピレーション展「マッスル・ギャラリー」においてコラボイラスト「THE キン肉マン様」を描いている。

## 関連書籍
ISBNは判明しているもののみ付与している。
- 『キン肉マン 熱闘スペシャル』1984年、集英社
- 『キン肉マン 闘将!!拉麵男 超人大名鑑』1985年、集英社、ISBN 4-08-858125-3
- 『キン肉マン 超人大全』1998年、集英社、ISBN 4-8342-1677-2
- 『キン肉マン 77の謎』1998年、集英社、ISBN 4-8342-1678-0
- 『キン肉マン 特盛』1999年、集英社、ISBN 4-8342-1679-9
- 『キン肉マン&II世 激闘列伝 〜ザ・ベスト・バウト・オブ・ジェネレーションズ〜』2004年、集英社
- 『キン肉マン 超人大全集』2004年、集英社、ISBN 4-7976-1003-4
- 『「キン肉マン」生誕29周年ビジュアルブック MUSCLE GALLERY〜筋肉画廊〜』2008年6月16日発売、集英社、ISBN 978-4-08-782176-5
- 『生誕29周年記念出版 肉萬 〜キン肉マン萬之書〜』2008年8月29日発売、集英社、ISBN 978-4-08-908081-8
  - 普及版、ISBN 978-4-08-782193-2
- 『キン肉マン 公式ファンブック 超人閻魔帳』2014年8月4日発売[184]、集英社、ISBN 978-4-08-880249-7
- 『キン肉マン 読切傑作選』 集英社 - キン肉マンの単行本（ジャンプコミックス）と同じ装丁の短編集。
  - 『キン肉マン 読切傑作選 2011-2014』2014年8月29日発売[185]、集英社、ISBN 4-08-880250-0
  - 『キン肉マン 読切傑作選 2015-2023』2025年4月4日発売[186]、集英社、ISBN 978-4-08-884543-2
- 『キン肉マン新聞』 サンケイスポーツ
  1. 「祝35周年!へのつっぱりはいらんですよ」2015年2月9日発売
  2. 「へのつっぱりはいらんですよ!」2015年10月29日発売
- 『キン肉マン 超人考察』2015年10月3日発売、英和出版社、ISBN 978-4-86545-223-5
- 『完全保存版 キン肉マン大解剖』2016年7月29日発売、三栄書房、ISBN 978-4-7796-2929-7
- 『大解剖ベストシリーズ キン肉マン大解剖 新装版』2017年11月29日発売、三栄書房、ISBN 978-4-7796-3463-5
- 『キン肉マンジャンプ』 集英社
  1. 「ベストバウトTOP10 完璧超人始祖編」2017年12月29日発売[187]、ISBN 978-4-08-102254-0
  2. 「運命の五王子最強ストーリー列伝!!」2018年12月4日発売[188]、ISBN 978-4-08-102272-4
  3. 「キン肉マン超人総選挙2019 TOP10超人を振り返る」2019年11月29日発売[189]、ISBN 978-4-08-102402-5
  4. 「アニメ40周年記念号」2023年3月17日発売[190]、ISBN 978-4-08-102418-6
  5. 「原作生誕45周年＆TVアニメ放送記念号」2024年7月4日発売[191]、ISBN 978-4-08-102424-7
- 『キン肉マン「超人」』2019年5月21日発売、学研、ISBN 978-4-05-406606-9
- 『キン肉マン 290 クイズブック』2019年11月29日発売[192]、集英社、ISBN 978-4-08-882158-0
- 『るるぶ キン肉マン』2021年11月29日発売、JTBパブリッシング、ISBN 978-4-533-14720-3
- 『キン肉マン「技」』2022年9月25日発売、学研、ISBN 978-4-05-406789-9
- 『完全保存版 キン肉マン アニメ大解剖』2023年12月26日発売、三栄、ISBN 978-4-779-64929-5

## テレビアニメ
1983年に『キン肉マン』、1991年に『キン肉マン キン肉星王位争奪編』と2度にわたり、テレビアニメとして日本テレビ系列で放映された。アニメーション制作は東映動画が担当し、テレビスペシャル『キン肉マン 決戦!7人の正義超人vs宇宙野武士』（キンにくマン けっせん しちにんのせいぎちょうじんたいうちゅうのぶし）も放映、劇場版も7作公開された。
2024年にはTBS系列ほかにて『キン肉マン 完璧超人始祖編』が放送された。アニメーション制作はProduction I.Gが担当しこれまで制作を担った東映アニメーションは製作委員会に参加、放送局もTBS系列（CBCテレビ企画協力）に変更となった。2025年には第2期が放送された。
『キン肉マンII世』のアニメについては、キン肉マンII世のテレビアニメ、キン肉マンII世の劇場アニメを参照。

### 映像ソフト関連
キン肉マン VOL.1 - 12（東映ビデオ）
TVシリーズ第1作とTVSPを収録したDVD。全12巻。
ビデオ（レンタルのみ）は1999年に東映ビデオからリリースされたが、途中で打ち切られた。全6巻。
キン肉マン キン肉星王位争奪編 VOL.1 - 4（東映ビデオ）
TVシリーズ第2作『キン肉マン キン肉星王位争奪編』を収録したDVD。全4巻。
全話収録としては初ソフト化となる。
キン肉マン THE☆MOVIE（東映ビデオ）
劇場版全7作を収録したDVD。全1巻。
ビデオ（セル・レンタル共通）は公開後の1984年12月 - 1987年2月にリリースされた。
キン肉マン コンプリートDVD-BOX（東映ビデオ、2008年12月20日発売）
『キン肉マン』のTVシリーズ全184話と劇場版全7作品を収録。完全予約限定生産で、特典ディスク（キンケシ〈418体〉リスト、キン肉マン映画祭スペシャルナイト〈ダイジェスト〉、キン肉マンの交通安全）、復刻版キンケシ418体が付属する。
既に店頭予約は締切られたが予約数が2万5000セットを超えており、20億円近い売上げが見込まれている。
キン肉マン一挙見Blu-ray（東映ビデオ、第1弾：2019年11月28日発売、第2弾：2023年3月8日発売）
『キン肉マン』40周年記念として「7人の悪魔超人編」「黄金のマスク編」「夢の超人タッグ編」が発売。それぞれのエピソードをディスク1枚に収録。
後にアニメ放送40周年記念として、「キン肉マン初の世界制覇&ツアー編」「V2への道! ザ・ビッグファイト編」「キン肉星王位争奪編1」「キン肉星王位争奪編2」が発売された。
キン肉マン 完璧超人始祖編Blu-ray BOX（ポニーキャニオン、2024年12月25日発売）
「完璧超人始祖編」を収録したBlu-ray4枚組に加えて、「キン肉マン キンケシ完璧超人始祖編フルカラープレミアム」などが付属する。

## ゲーム
※タイトルに『キン肉マンII世』と入っているものは『キン肉マンII世』のゲームとみなし、ここでは紹介していない。キン肉マンII世のゲームを参照。

### コンピューターゲーム
特に表記がないものは全てバンダイナムコゲームス（旧バンダイレーベルと旧バンプレスト〈アーケードゲームも含む〉）である。

#### 『キン肉マン』のみ
キン肉マン（PC-8801、FM-7、X1 1984年11月）
トレーニングを積んで超人オリンピック優勝を目指すシミュレーションゲーム｡
キン肉マン コロシアムデスマッチ（MSX、1985年）
1対1で戦うアクションゲーム。
キン肉マン マッスルタッグマッチ（ファミリーコンピュータ、1985年11月8日発売）
2対2のタッグマッチで戦うアクションゲーム。
キン肉マン キン肉星王位争奪戦（ファミリーコンピュータ ディスクシステム、1987年5月1日発売）
ステージクリア方式の横スクロールアクションゲーム。キャラクターを切り替えて進むことができる。
キン肉マン DIRTY CHALLENGER（スーパーファミコン、1992年8月21日発売、ユタカ）
1対1で戦う対戦型格闘ゲーム。プレイヤーキャラクターはキン肉マンと運命の5王子だけだが、隠しキャラクターとしてグレートとテリーマンも登場。
キン肉マン ザ☆ドリームマッチ（ゲームボーイ、1992年9月12日発売、ユタカ）
1対1で戦う対戦格闘ゲーム。
キン肉マン☆超人コロシアム（iモード、2001年、集英社）
iモードで利用できるゲームサイト。自分の分身の超人を育てるのが目的。
キン肉マン ジェネレーションズ（PlayStation 2、2004年4月22日発売）
ゲームキューブ用ソフト『キン肉マンII世 新世代超人VS伝説超人』にキャラクターを追加した移植版（ゲームキューブ版でもキン肉マン世代の超人は伝説超人として登場している）。シングルマッチ、タッグマッチが可能な対戦格闘ゲーム。総勢48人ものキャラクターが登場する。
キン肉マン マッスルジェネレーションズ（PlayStation Portable、2006年2月23日発売）
『キン肉マン ジェネレーションズ』をベースに、いくつかの新要素と新キャラクター（スクリュー・キッド、ケンダマン、キン肉マンソルジャー）を追加した移植作。キン肉スグルの声優として神谷明を再起用。
キン肉マン マッスルグランプリ（アーケード、2006年春稼動）
これまで焦点の当てられなかったキャラクターが登場。マイナーアップでなく5年ぶりの据え置き機での完全新作。
キン肉マン マッスルグランプリMAX（PlayStation 2、2006年7月27日発売）
アーケード版『マッスルグランプリ』の移植版。ストーリーモード搭載のほか、7人の悪魔超人、悪魔六騎士などの新キャラクターも充実。
キン肉マン マッスルグランプリ2（アーケード、2007年）
『マッスルグランプリ』の続編。
MEDAL FRONTIER キン肉マン 復活!悪魔超人軍団の巻（メダルゲーム、2007年12月稼動）
タッチパネルを使用し、「こする」「動かす」といった独特の操作感が特徴の「メダルフロンティア」のシリーズ第2弾。
キン肉マン マッスルグランプリ2 特盛（PlayStation 2、2008年9月25日発売）
『マッスルグランプリ』シリーズの最新作。アーケード版『2』の移植版。ファミリーコンピュータ『マッスルタッグマッチ』とディスクシステム『王位争奪編』を収録。
キン肉マン超人タッグオールスターズ（Mobage、2011年12月26日開始、Yahoo!モバゲー、2012年3月30日開始、DeNA・コプロ）
ブラウザゲーム。ソーシャルカードRPG。
キン肉マン マッスルコレクション（GREE、2013年1月29日開始、グリー）
ブラウザゲーム。ソーシャルカード育成バトル。
キン肉マン フィギュア王座決定戦（Mobage、2013年6月20日開始、DeNA・コプロ）
ブラウザゲーム。ソーシャルフィギュアバトルRPG。
キン肉マン超人タッグファイト（dゲーム、2014年9月9日開始、コプロ）
ブラウザゲーム。ソーシャルカードプロレス。
キン肉マン 〜メモリアル〜（GREE、2014年2月27日開始、クリーク・アンド・リバー）
ブラウザゲーム。ソーシャルカード育成バトル。
キン肉マン マッスルショット（スマートフォン〈App Store・Google Play〉、2015年3月開始、DeNA）
スマートフォンゲーム。アクションRPG。
キン肉マン 極・タッグ乱舞（スマートフォン〈App Store・Google Play〉、2024年6月18日開始、コプロ）
スマートフォンゲーム。超人バトルRPG。

#### 『週刊少年ジャンプ』の他作品とのクロスオーバー
ファミコンジャンプ 英雄列伝（ファミリーコンピュータ、1989年2月15日発売）
『週刊少年ジャンプ』の歴代キャラクターが登場する。キン肉マンのほかにも、バッファローマン、ネプチューンマンなども登場。
ジャンプアルティメットスターズ（ニンテンドーDS、2006年11月23日発売、任天堂）
『週刊少年ジャンプ』歴代作品の中から、300を超えるキャラクターが登場。『キン肉マン』からは、10人のキャラクターが登場する。
週刊少年ジャンプ オレコレクション!（スマートフォン（App Store・Google Play）、2017年7月6日配信）
『キン肉マン』のキャラクターは2018年7月から参戦。『週刊少年ジャンプ』歴代作品の原画を利用しバトルをする。スマートフォンゲーム。カードバトルゲーム。
ジャンプチ ヒーローズ（スマートフォン（App Store・Google Play）、2018年3月28日配信、LINE）
『キン肉マン』のキャラクターは2018年9月30日から参戦。スマートフォンゲーム。パズルゲーム・RPG。
週刊少年ジャンプ 実況ジャンジャンスタジアム（スマートフォン（App Store・Google Play）、2018年8月2日配信、コナミデジタルエンタテインメント）
『キン肉マン』のキャラクターは当初から参戦。スマートフォンゲーム。オンライン対戦アクションゲーム。

### 電子ゲーム
アニメ放映時に発売されていた、液晶画面タイプの携帯ゲーム機。
キン肉マン 対決悪魔超人（バンダイ）
本体がテーブル筐体風になっている。
キン肉マンIII 黄金のマスク編（バンダイ）
ポケットクラブ キン肉マン 炸裂!マッスルパワー（バンダイ）
LSIバーコードウォーズ キン肉マン（バンダイ）
スーパーバーコードウォーズタイプ。

### パチンコ・パチスロ
CRキン肉マン（マルホン）
M、F、FXの3タイプがあった。
パチスロキン肉マン（山佐、2008年4月設置開始）
タイアップ機として登場した。液晶演出は「黄金のマスク編」を中心に展開される。
CRぱちんこキン肉マン（京楽産業.、2009年2月設置開始）
メーカーが変わってのリメイクとなる。甘デジ、ミドル、MAXの3タイプがあった。
パチスロキン肉マン2（山佐、2012年10月設置開始）
『パチスロキン肉マン』の後継機。
CRぱちんこキン肉マン〜夢の超人タッグ編〜（京楽産業.、2014年4月稼働開始）
『CRぱちんこキン肉マン』の後継機。
ぱちんこ キン肉マン3 キン肉星王位争奪編 火事場ゴールド（京楽産業.、2022年3月設置開始）
スマスロキン肉マン〜7人の悪魔超人編〜（セブンリーグ、2023年8月設置開始）

## 小説
ディープオブマッスル!! キン肉マンリアルノベルズ
原作：ゆでたまご、構成：山下貴弘、未単行本化
集英社のケータイサイト『週プレモバイル』にて配信された携帯小説。
キン肉マン 四次元殺法殺人事件
著者：おぎぬまX、監修：ゆでたまご、ジャンプ ジェイ ブックス（集英社）、2023年3月22日発行、ISBN 978-4-08-703531-5。
超人による殺人事件「超人殺人」にミートとキン骨マンが挑むミステリ小説。
キン肉マン 悪魔超人熱海旅行殺人事件
著者：おぎぬまX、監修：ゆでたまご、ジャンプ ジェイ ブックス（集英社）、2024年7月9日発行、ISBN 978-4-08-703547-6。

## 絵本作品
いただき!!キン肉マン
原作：ゆでたまご、作画：深澤将秀、集英社
- 「さくれつ!ゆうじょうパワーのまき」2009年5月発行、ISBN 978-4-08-780524-6
- 「かるただよ!ちょう人大しゅうごう!!のまき」2010年1月発行、ISBN 978-4-08-780551-2
- 「たいけつ!テンドンかいじゅうテンドーンのまき」2010年1月発行、ISBN 978-4-08-780552-9
- 「だじゃれだよ! ちょう人大しゅうごう!!のまき」2010年4月発行、ISBN 978-4-08-780566-6
- 「さいきょうタッグ! ザ・マシンガンズたんじょうのまき」2010年10月発行、ISBN 978-4-08-780588-8

## テレビドラマ
キン肉マン THE LOST LEGEND
2021年放送の実写テレビドラマ。ただし作品自体の実写化ではなく、本作を原作とした架空映画を巡る楽屋裏的なドキュメンタリードラマ。

## その他

### キン肉マン消しゴム
通称「キン消し」（当初は正式名称として使用されず、後に「キンケシ」としてバンダイにより商標登録される）。『キン肉マン』に登場するキャラクターを模った消しゴムで、1980年代初頭に子供たちの間で爆発的な人気を博した。消しゴムと言われているが、スーパーカー消しゴム同様、実際には消しゴムとしては使用できない。実際には製品の材質から「塩ビ人形」または「超人人形」という表記が用いられていた。元々はガシャポンで発売されたものだったが、菓子のおまけ（食玩）で付けられたものや、大きさなども様々なバリエーションがある。登場から30数年が経過した2017年10月現在でもコレクターがおり、ネットオークションなどで出回っている。その人気からテーマソング「キンケシ子守唄」（歌：いけたけし、セリフ：神谷明）も作られている。

### 吉野家
キン肉マンの大好物として牛丼が描かれ、作中で主に「吉野屋」の名で頻繁に登場。ゆでたまごの嶋田隆司によるとキン肉星の国歌も吉野家のCMの歌を意識したものであり（実際には当時のCMソングの歌詞がほぼそのまま使われている）、それが変化してアニメ版では「牛丼音頭」になったという。しかし作者によれば、作中の牛丼はなか卯がモデルであり、コミック第1巻に登場する看板やメニューの場面にてうどんがあることをその根拠と説明している。また、作中には養老乃瀧の牛丼も出ており、2017年10月現在、復刻され販売されている。
ゆでたまご・嶋田隆司が2010年4月にTwitterで明かしたところでは、セゾングループで会社更生を開始した吉野家側から東映の担当プロデューサーに連絡があり、アニメ化にあたって牛丼が吉野家のものになったという。その影響により、吉野家にファンの子供を含め客がやってくるようになり、当時会社更生法を受け、苦しい経営状態だった吉野家の復活に貢献したと述べている。嶋田によれば吉野家は同アニメのスポンサーにはなっておらず、「タダで宣伝再建したようなもの」と評した。
『キン肉マンII世』連載中に吉野家は、感謝の意として作者に「名前入り特製どんぶり」および「名前入り特製湯のみ」を贈った。ゆでたまごは「このmyどんぶりを持って行ったら、全国どこの吉野家さんでも牛丼をタダにしてもらえませんかね?」と語っていたが、後にこの発言からの派生かどうかは不明だが、このどんぶりには持参すると牛丼が無料で食べられるという都市伝説ができてしまう。それにあわせ、バラエティ番組『トリビアの泉 〜素晴らしきムダ知識〜』（フジテレビ）2003年10月15日放送分において実際にゆでたまご嶋田に実行させるという企画が持たれた。結果は料金を取られている。さらに、嶋田が2010年にブログで語ったところによれば、この企画の後、吉野家社員が菓子折りと牛丼の無料券を持ってお詫びに来たものの、「キン肉マンは牛丼にすごい影響を与えてるんですね？」「（放映当時）キン肉マンを覚えている社員がほとんど残っておらず解からなかった」と発言したことに激怒、菓子折りおよび無料券を叩き返したことを告白している。
2008年晩夏には、モデルとなったなか卯とグループ内のすき家にて「キン肉マン祭り」と称したコラボレーションキャンペーンが行われた（詳細は後述の「キン肉マンの日」参照）。連載開始29周年にあたって、事前に集英社から吉野家に「今こそ恩返しするチャンスです」と連絡がなされたが、「私どもはやる気はありません」と拒否され、なか卯をかかえるゼンショーグループが名乗りを上げたという。
吉野家のライバルであるすき家とのコラボレーションについて、「ゆでたまごが吉野家を裏切った」と批判的に受け取ったファンも少なからずいたといい、ゆでたまごが吉野家との確執をTwitterで明かしたのはそのような経緯もあったという。一方で吉野家は、ゆでたまごが語ったこれらの経緯について「事実と違うと考えています」というコメントを発表している。

### 森永製菓
作中序盤にはよく森永ポテロング、森永ココア、おっとっとなどの森永製菓（以下森永）製品が登場する。これは当時、森永の社長が『キン肉マン』を非常に気に入っており、作者にタイアップを持ちかけたためである。その縁もあり『キン肉マン』がアニメ化された際にはスポンサーも務めた。しかし1984年にグリコ・森永事件が起こったため、この関連で『キン肉マン』のスポンサーからはやむなく降りたが、再建活動の一環として作成された菓子袋詰商品の外袋にキン肉マンを使用など、その恩恵を受けることとなった。なお、1991年に放送されたアニメ『キン肉マン キン肉星王位争奪編』にはスポンサーに復帰している。

### 官公庁
1985年に法務省の「日本全国ストップ!ザいじめ」キャンペーンのイメージキャラクターにキン肉マンが起用され、2万枚を超えるポスターが配布された。

### プロレスブーム
連載当時はゴールデンタイムでプロレスの生放送が行われており、人気を博していた。そのためプロレスを題材としたこの作品も世間に受け入れられやすかった。1984年には、当時の『キン肉マン』人気を受け新日本プロレスと全日本プロレスが、同じく漫画作品であった『タイガーマスク』から誕生し、大ブームとなった同名のプロレスラー・タイガーマスクに倣って、キン肉マンも実際のプロレスラーとして登場させる予定があった。候補として平田淳嗣と高杉正彦の名が挙がったが、諸事情により中止となり、代わりにスーパー・ストロング・マシーンが誕生した。その他にも、プロレスラーの大仁田厚がFMW在籍時に、キン肉マンのマスクを被って漫画の世界観を再現したプロレスを行う予定であったが、これも都合により中止になった。

#### プロレス技
作中に出てくる「キン肉バスター」や「パロ・スペシャル」「キャメルクラッチ」などのプロレス技を真似する子供が続出したため、危険であるとPTAが問題視したこともある。後述のように『キン肉マン』オリジナルの技を実際に試合で使用するプロレスラーも多く、モハメド・ヨネが使用する「キン肉バスター」や柴田勝頼の「パロ・スペシャル」は作者公認となっている。なお、ウォーズマンの「パロ・スペシャル」は実在の技とは掛け方が前後逆になっていることから、実在のものと区別するために、「ウォーズマン式」と称している。

### 『キン肉マン』が影響を与えた人物
主にお笑い芸人や格闘家、漫画家に多く、『キン肉マン』に関連したネタを披露したり、作中の技を再現したりすることもある。

#### お笑い芸人
- 鉄拳 - キン肉マンのネタを度々披露し、『II世』では自身の考案したキャラクター「阿羅漢」が採用された。また子供の頃にキン消しに夢中になり、一日100円のお小遣いをすべてキン消しに使っていた。
- ネプチューン - ネプチューンマンからの命名。
- タカアンドトシ - タカは、アシュラマンやロビンマスクなど『キン肉マン』に登場する郷里大輔が演じた人物のモノマネを得意とし、2008年7月26日・27日に放映された『FNS27時間テレビ!! みんな笑顔のひょうきん夢列島!!』ではタカがアシュラマン、トシがラーメンマンに扮して登場した。
- キン肉マン芸人 - 『アメトーーク!』で、ケンドーコバヤシが「キン肉マン芸人」のプレゼンを持ち込み、実現させた。以下、番組の「キン肉マン芸人」の回に出演した芸人。
  - ケンドーコバヤシ - かつて村越周司と組んでいたコンビ「モストデンジャラスコンビ」は、作中に登場するブロッケンJr.とウルフマンのタッグチーム「モーストデンジャラスコンビ」から命名された。命名者はハリウッドザコシショウ。この頃『キン肉マンII世』の超人募集に応募し、「ザ・ジャック」が採用された。また、ハリウッドザコシショウとユニット漫才「はぐれ悪魔超人コンビ」（サンシャインとアシュラマン）を行うこともある。『キン肉マン』生誕29周年記念イベントにも参加している。
  - 濱口優 - 小学校時代からキン消しを集めており、上京した際の荷物はキン消しだけだったという。また、フジテレビCSの番組『よゐこの企画案』でキン消し418体を相方・有野晋哉に解説するというコーナーを行い、後に『よゐことキンケシ』としてDVD化されている[214]。『いきなり!黄金伝説』で発する「ウラーラーラーラーラー」という叫び声もジェロニモの必殺技「アパッチのおたけび」をもとにしたと『アメトーーク』などで明かしている。また濱口が考案した超人「ステップマン」が『II世』で採用されたほか、『よゐことキンケシ』の特典として「ザ・カンニン」[214]、「キン肉マン キンケシプレミアムVol.3〜感涙の珠玉超人大乱戦の巻〜」収録の1種として「Mr.USB」がキンケシ化された[215]。
  - バッファロー吾郎 - 『キン肉マン』ファンであり、『キン肉マン』のネタを用いることがある。
  - 小沢一敬 - 『スピードワゴンのキャラメル on the beach』にて超人募集のパロディコーナーを行っていた。
  - 塙宣之（ナイツ） - 2016年10月27日放送分で、自ら原稿を作成した『キン肉マン漫才』をVTRにてコンビで披露（本来は20分ほどの内容だが、放送時間の関係で短縮版を披露）。
  - サンドウィッチマン - 2016年10月27日放送分。なお、サンドウィッチマンの富澤たけしが考案した超人「ランマー監督」が『キン肉マン』で採用されている。
  - 川島明 - 2016年10月27日放送分。
  - マリリンジョイ - 2016年10月27日放送分。バッファローマンのコスプレで出演。
- バカリズム（升野英知） - 2016年8月24日放送の『そんなバカなマン』において、オリジナル超人を描く企画で考案した「ザ・ペンシルマシーン」が優秀賞に選ばれ、2016年9月12日配信の『キン肉マン』第183話で採用された。この超人は元々は升野が小学生時代に『キン肉マン』の超人募集に投稿したものの、採用されなかったアイデア[216]。
- オードリー - MCを務める番組『ひらがな推し』で、『キン肉マン』を用いた例えツッコミを披露し、共演するけやき坂46（現・日向坂46）を唖然とさせている[217][218]。2019年2月10日の放送分では、けやき坂46メンバーがキン肉マンツッコミを習得する企画が行われた[218]。

#### 格闘家
- 美濃輪育久 - 「超人になりたい」と宣言し、リングネームを「ミノワマン」に変更した。ミノワマン#来歴も参照。
- モハメド・ヨネ - ゆでたまご公認のキン肉バスターの使い手である。『キン肉マン特盛』ではキン肉バスター以外にも超人たちの技を次々と披露した。
- KING - モハメド・ヨネと同様にキン肉バスターを使用し、喧嘩スペシャルも得意技にしている。また、目標とする選手はキン肉マンだという。
- KUDO - テリーマンの得意技、テキサス・コンドルキックの使い手。
- タニー・マウス、宮崎有妃 - タッグチーム名をキン肉マンとテリーマンの「ザ・マシンガンズ」から拝借して「NEOマシンガンズ」としている。
- Naoki (リングアナ) - 所属団体ZERO1認定の『キン肉マン』知識王の称号を持つ。
- 長州力 - 『キン肉マン』で自身の考案した超人「グレートサンバイザー」が採用されている。

#### 漫画家・漫画作品
- 秋本治 - 『こちら葛飾区亀有公園前派出所』で、両津勘吉が大原部長の家の新年会にキン肉マンとロビンマスクのソフビ人形を持参。『こち亀』生誕30周年記念本『超こち亀』でもコラボレーションした。『キン肉マン 公式ファンブック 超人閻魔帳』では中井義則と対談している。
- 尾田栄一郎 - 幼い頃から『キン肉マン』を愛読し、一番好きなジャンプ作品は『キン肉マン』と発言している。漫画家デビュー前は超人投稿の常連だったが、作品は採用されていない[219]。
- 澤井啓夫 - 『ボボボーボ・ボーボボ』では、作中に度々『キン肉マン』に登場する技などが使用されている。
- 若杉公徳 - 愛読していることを公言しており、代表作『デトロイト・メタル・シティ』の作中に『キン肉マン』の超人を模した人物が多数登場する。
- 磨伸映一郎 - 愛読していることを公言しており、代表作『氷室の天地 Fate/school life』やアンソロジーコミック中に度々『キン肉マン』関連のネタを描いている。
- 小栗かずまた - 『キン肉マン』がなければ今の自分はなかったといっていいと公言している[220]。『花さか天使テンテンくん』の天使の額マークは「キン肉マーク」をモチーフにしている。『週刊プレイボーイ』では小栗による『キン肉マン』の読み切り作品が掲載された。
- 原泰久 - 『キン肉マン』が漫画家としての原点だと語っている。ジャンプ・コミックス第59巻巻末で嶋田隆司と対談している。
- 石原まこちん - 幼い時に友情の大切さや漫画家になるという目標を与えられたと発言している。
- おぎぬまX - 中学生の時に『キン肉マン』を読み、漫画家を目指すことを決意した[221]。また、『キン肉マン』で自身の考案した超人が採用されている[222]。『週刊プレイボーイ』では『キン肉マン』休載時の月一連載として、『キン肉マン』の全巻レビューを目指す『おぎぬまXのキン肉マンレビュー』を掲載している。

#### その他の作品
- TV時代劇『必殺仕事人V』第9話で原作者ゆでたまごがゲスト出演した際、キン肉マンをモデルとしたキャラクターがバッファローマンに類似した悪人を倒す紙芝居を発表した描写があった。

これ以外にも「額に文字を書く（「肉」など）」、「超人（キャラクター）募集」などは様々な作品で使用されている。
- カプコンのオンラインゲーム『モンスターハンターフロンティアG』に登場するモンスター、ロロ・ゴウガルフ、レイ・ゴウガルフは、『キン肉マン』に登場するネプチューンマンとネプチューン・キングが繰り出すクロス・ボンバーのような技を動きに取り入れたいというスタッフの希望を受けて考案された牙獣種である。このモンスターはそれぞれ赤と青の体色で、必ず2頭同時に出現する。また、『モンスターハンター クロス』や『モンスター ダブルクロス』では『キン肉マン』とのコラボTシャツなどのグッズが作られている。
- 水曜日のカンパネラが、『キン肉マン』の登場人物をモチーフとした「二階堂マリ」という曲（2014年発売のアルバム『シネマジャック』に収録）を発表している[223]。

#### 声優
- 上坂すみれ - 『キン肉マン』の中で特にウォーズマンが好きで、コラボTシャツを発売したことがある[224]。2019年の「キン肉マン 友情の40周年展」では嶋田隆司とトークショーを行い、2024年放送のラジオ『キン肉マン 超人ラジオ』ではパーソナリティを務める。

### イベント

#### 生誕29周年
2008年に連載開始から29（ニク）周年を迎えたため、キン肉マンの日（29日の金曜日）制定やDVD-BOX発売など、様々な企画が行われた。
『キン肉マン』生誕29周年に因み、「29日が金曜日となる日（金29→キン肉）」を「キン肉マンの日」と集英社が制定し、日本記念日協会に認定された。「キン肉マンの日」は年に1回または2回あるが、月曜日の2月29日が入る年（例：2016年）のみは年に3回ある。
- 初回の「キン肉マンの日」のイベントとして、2008年2月29日に新宿バルト9で「キン肉マン映画祭」を開催[226]。その後も様々なイベントで連載開始29周年を盛り上げた。
- 黄金のマスク編をモチーフにした『パチスロキン肉マン』が2008年4月に山佐から登場[227]。
- ローソンでは、期間限定の「キン肉マン 牛丼風おにぎり大盛」、「ミート君のミートパイ」、中華まん「キン肉まん」を発売[228]。
- 『週刊少年ジャンプ』2008年29号に21年ぶりの本誌復活となる読切漫画を掲載[229]。
- 初のイラスト&原画集『「キン肉マン」生誕29周年ビジュアルブック MUSCLE GALLERY〜筋肉画廊〜』が2008年6月16日に発売。
- 記念本『肉萬 キン肉マン萬之書（よろずのしょ）』が2008年8月29日の「キン肉マンの日」に発売。業界の著名人たちが描き下ろしたキン肉マンのイラストも含まれる内容[230]。
- 2008年夏には、集英社とゼンショーがタッグを組み、すき家となか卯にて2008年8月28日から9月28日の間にキン肉マン祭りが開催され、スクラッチカードによるフィギュアやTシャツプレゼント、肉 (29) 券による牛丼の割引が行われた[210]。
- 完全予約限定生産『キン肉マン コンプリートDVD-BOX』が2008年12月20日に発売。
- 『キン肉マンII世』の主人公・キン肉万太郎が正体不明のレスラーとして、2008年12月31日に行われた『Dynamite!! 〜勇気のチカラ2008〜』に参戦し、DJ OZMAプロデュースのもと、ボブ・サップと対戦した[231]。

#### キン肉マニア2009
2009年5月29日、JCB HALLで各団体所属レスラーと超人たちがタッグを組む「キン肉マニア2009」が開催された。動員観客数2900人。
- 超人タッグトーナメント準決勝 第1試合
  - 超人師弟コンビ（ロビンマスク、ウォーズマン、中西学[注 13]）
  - 2000万パワーズ（バッファローマン、モンゴルマン、大森隆男）

リバースタワーブリッジでロビンマスクの勝利
- 超人タッグトーナメント準決勝 第2試合
  - モーストデンジャラスコンビ（ブロッケンJr.、ウルフマン、男色ディーノ）
  - ビッグボンバーズ（カナディアンマン、スペシャルマン、永田裕志）

スクールボーイでスペシャルマンの勝利
- 超人タッグトーナメント決勝
  - はぐれ悪魔超人コンビ（アシュラマン、サンシャイン、中西学）
  - ビッグボンバーズ（カナディアンマン、スペシャルマン、永田裕志）

シューティングスタープレスでカナディアンマンの勝利
- メインイベント
  - キン肉マン VS 美濃輪育久

キン肉バスターでキン肉マンの勝利

#### 新世界100周年キン肉マンプロジェクト
- 通天閣（大阪市浪速区新世界）内に、キン肉マンの博物館「キン肉マンミュージアム」が「新世界100周年キン肉マンプロジェクト」の一環として2012年6月29日にオープン。館内ではキン肉マンの黄金のマスク・銀のマスクがメインの展示物で、他にキン肉マンの複製原画やキン肉マングッズなどが展示されている。
- 2014年8月、エースコックから発売されているカップ麺「産経新聞 大阪ラーメン」のパッケージにキン肉マンが登場した。

#### 奈良県大芸術祭
『キン肉マン』には「アシュラマン」など、奈良ゆかりの超人キャラクターが登場することから「タッグを組んで奈良をPRしたい」と県が嶋田に打診し、2015年11月14日に奈良市のなら100年会館において、「県大芸術祭」の一環として『キン肉マン』と奈良県のコラボレーションを実施。全国から公募した奈良ゆかりの新超人200体の作品から「ナラヅケマン」が選ばれた。

#### 生誕40周年

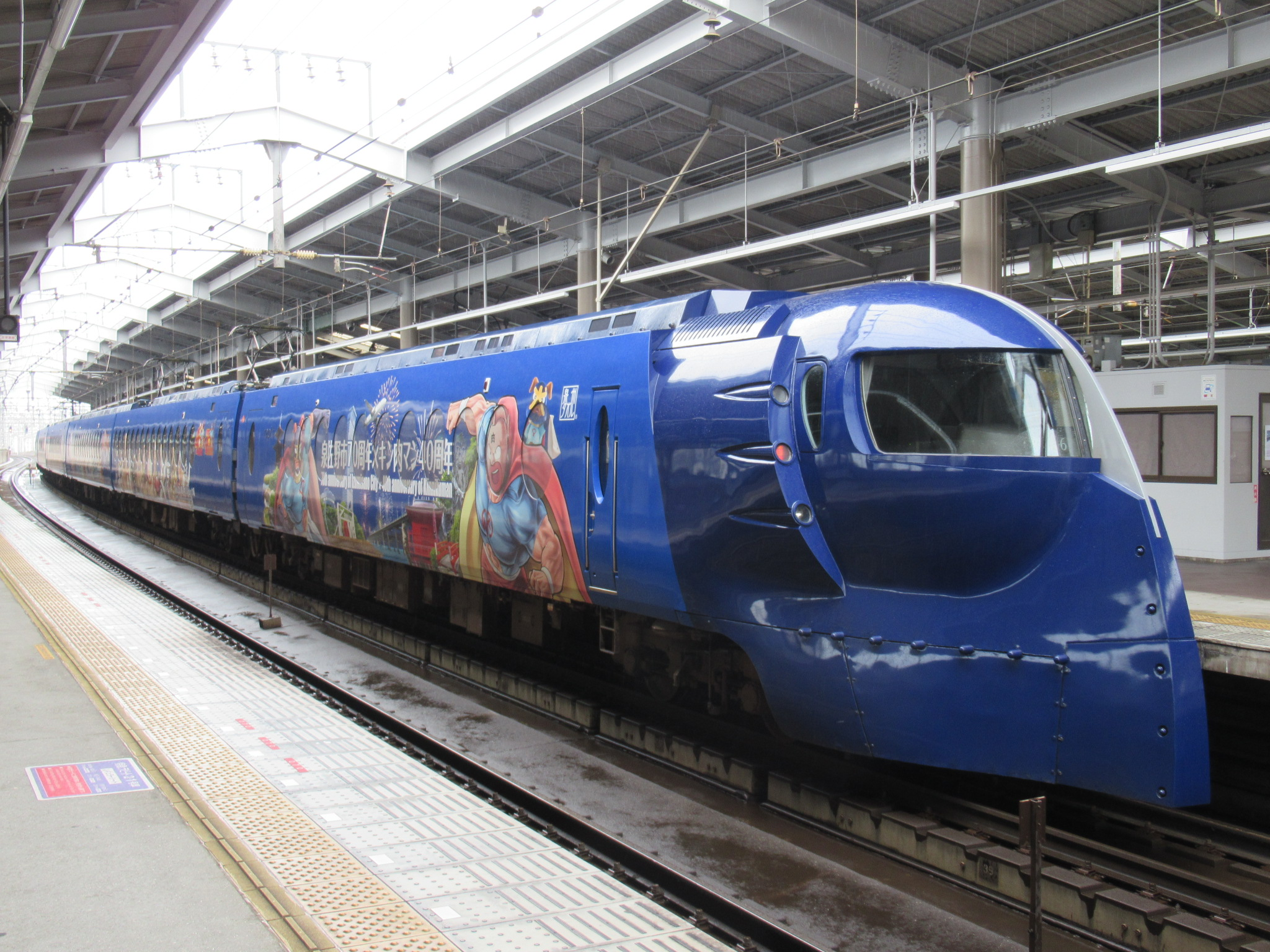
「泉佐野市70周年 × キン肉マン40周年 友情タッグラピート」

2019年に『キン肉マン』連載40周年を記念して、以下の様々な企画が行われた（キン肉マン酒場は2018年12月スタート）。また、2019年11月29日発売の『キン肉マンジャンプ Vol.3』のアンケートはがき内での質問「キン肉マン40周年企画で一番面白かったものを選んでください」をもとに『週プレNEWS』内でランキングが発表され、第1位には『学研の図鑑 キン肉マン「超人」』が選ばれた。
- キン肉マン酒場 - 2018年12月4日から2019年1月29日まで、新宿区歌舞伎町に期間限定でオープンした[235]。
- キン肉マン スタンプラリー - 2019年1月10日から2月27日まで、JR東日本が『キン肉マン』を起用したスタンプラリー「JR東日本 キン肉マンスタンプラリー めざせ全駅制覇!編」を開催[236]。
- 炎のMUSCLE SPRING FESTIVAL 2019 - 2019年3月29日の「キン肉マンの日」に、ヒューリックホール東京で『キン肉マン マッスルショット』4周年を記念したイベントを開催。出演者はゆでたまご（嶋田隆司、中井義則）、串田アキラ、ナイツ、ホリ[237]。
- キン肉マントイフェスティバル2019
- キン肉マンCARNIVAL 2019
- キン肉マン超人総選挙2019
- 南海電鉄ラピート キン肉マンラッピング号 - 泉佐野市[注 14]とのコラボレーションラッピング電車「友情タッグラピート」（50000系）を運行[238]。
- 『週刊プレイボーイ』キン肉マン号
- 学研の図鑑 キン肉マン「超人」
- 『週刊少年ジャンプ』キン肉マン読切
- ニッポン放送『ゆでたまごのオールナイトニッポンGOLD』
- 集英社ビル「キン肉マン大展示」
- YouTube「キン肉マンストップムービー」
- おとなのジャンプ酒場
- 阪神甲子園球場・中井先生始球式
- 「キン肉マン 友情の40周年展」（大阪会場、東京会場、名古屋会場）

#### アニメ放送40周年
- 2023年3月18日から4月2日まで、アニメ『キン肉マン』の放送40周年を記念して東京タワー フットタウン B1F タワーホールで「超キン肉マン展」を開催。アデランスの協力により、『キン肉マン』初代担当編集の中野和雄をモデルとしたキャラクター「アデランスの中野さん」の髪を、同社の文化芸能部門「スタジオAD」が人毛と人工毛髪を使用して忠実に再現したものが展示された[239]。東京会場を皮切りに、名古屋、福岡、仙台、大阪でも開催された[240]。
- アニメ放送40周年を記念して、アニメ『キン肉マン』の新シリーズが制作決定[241]。またYouTubeの「東映アニメーションミュージアムチャンネル」で、2023年7月8日からアニメ『キン肉マン』全137話が毎日1話ずつ、各話2週間の期間限定で無料配信が行われた。2024年5月29日からは『完璧超人始祖編』放送開始を記念して『キン肉マン キン肉星王位争奪編』全46話が毎日1話ずつ、各話2週間の期間限定で公開される。
- 2023年3月15日にテレビアニメ『キン肉マン』および『キン肉マンII世』の劇場版を含む主題歌全17曲を収録した『キン肉マンアニメ40周年記念「超キン肉マン主題歌集」』が発売された。
- 2023年3月17日に新アニメ決定およびテレビアニメ40周年記念号として、『キン肉マンジャンプ Vol.4』が発売された[241]。
- 2023年12月26日にアニメ放送40周年を記念して、三栄から『完全保存版 キン肉マン アニメ大解剖』が発売された[242]。

#### 生誕45周年
- 2024年3月22日から4月3日まで、京王百貨店新宿店において『キン肉マン』のグッズ販売、複製原画の展示などを行う「キン肉マンFESTIVAL」が開催された[243]。
- 2024年3月29日から4月15日まで、原作生誕45周年＆TVアニメ放送記念として「『キン肉マン』超人総選挙2024」が開催された[244]。
- 1979年に開局し開局45周年を記念したテレビ埼玉が、同じ1979年に連載開始した『キン肉マン』の初期アニメを2024年4月3日から放送。また、7月17日からそれぞれの45周年を記念したコラボレーションTシャツを発売[245]。
- 2024年4月29日、静岡県沼津市に常設展示施設「キン肉マンミュージアム in 沼津」が開業した[246]。
- 連載45周年記念タイトルとして、COPROのスマホ向けアプリ『キン肉マン 極・タッグ乱舞』が2024年6月19日から配信開始された[247]。
- 2024年7月4日に、原作生誕45周年＆アニメ放送直前記念として『キン肉マンジャンプ Vol.5』、『キン肉マン 第85巻』、『キン肉マン 悪魔超人熱海旅行殺人事件』の3冊が同時発売された[248]。
- 株式会社アダストリアが展開するスタイルエディトリアルブランド「niko and...」が『キン肉マン』とのコラボレーション雑貨を2024年7月10日から先行予約開始、8月7日から本発売[249]。
- 2024年8月1日から12月20日まで開催される「神田カレーグランプリ 2024」で「キン肉マン×神田カレーグランプリ」が実施され、参加カレー店およびスタンプラリー参加スポットでコラボオリジナルカレーやグッズが発売される[250]。
- 2024年8月10日から25日まで東京で、11月16日から12月1日まで大阪で「原作45周年記念『キン肉マン』愛と絆の原画展」が開催[251]。

## エピソード
- 元々『キン肉マン』は、原作担当の嶋田隆司が小学5年生の時に描いた同名作品がルーツで、各クラスに回覧されるほどの人気だったという。『キン肉マン』の「キン」の字がカタカナなのも当時「筋」の字が書けなかったから[252]。当時の設定は『スペクトルマン』をモチーフにしており、ホームレスの青年が、空の円盤に許可を取ってからキン肉マンに変身するといった内容だった。またキン肉マンのデザインも現在のものとは違っており、そのデザインはシシカバ・ブーに流用されている[253]。この顔を週刊ペースでも描けるように単純化して現在のキン肉マンの顔になったが、この時点では額にシンボルマークとしてニンニクが描かれており、「ラッキョウに見える」という理由で最終的に「肉」の文字になった[254]。
- 連載開始となる『週刊少年ジャンプ』1979年22号で表紙を飾るが、当初は表紙専門のイラストレーターによって描かれており、キン肉マンの顔は緑色に塗られていた[6]。
- キン肉星王位争奪編の最中に、原作担当の嶋田が腰痛（椎間板ヘルニア）が悪化し入院したため、3か月ほど連載が中断していた時期があった。休載期間の『週刊少年ジャンプ』1985年40号 - 49号には「熱湯メモリアル・スペシャル」が掲載され、過去の原稿の再掲載や作画担当の中井義則による4コマ漫画や描き下ろしイラストの掲載、人気投票の実施などが行なわれた。休載が明けて復帰した時には、作中でも長期の休載をネタにしていた[255]。また、連載再開した『週刊少年ジャンプ』1985年50号では「王位争奪編PART2」と題されていた。2019年のインタビューで嶋田は、この3か月の休載が響いて休載前のようなアンケートの順位が戻らなかったと振り返っている一方で、ヘルニアがきっかけでようやく休みが取れたとも話している[256]。
- 原作担当の嶋田隆司はキン肉星王位争奪編以降も連載が続いていたら、次シリーズとして「未来超人編」の構想があったことを明かしている。未来の超人界が壊滅状態に陥ったため、キン肉マンたちが未来へと向かい戦いを演じるといった内容だった[257]。
- 嶋田は『あしたのジョー』や『巨人の星』など梶原一騎の作品に多大な影響を受けており、キン肉バスターが破られた後にキン肉ドライバー、マッスルスパークと技を進化させていったのは『巨人の星』の大リーグボールから、「ケッケケケ」などの奇妙な笑い方は『タイガーマスク』からヒントを得ている[258]。